# Inka

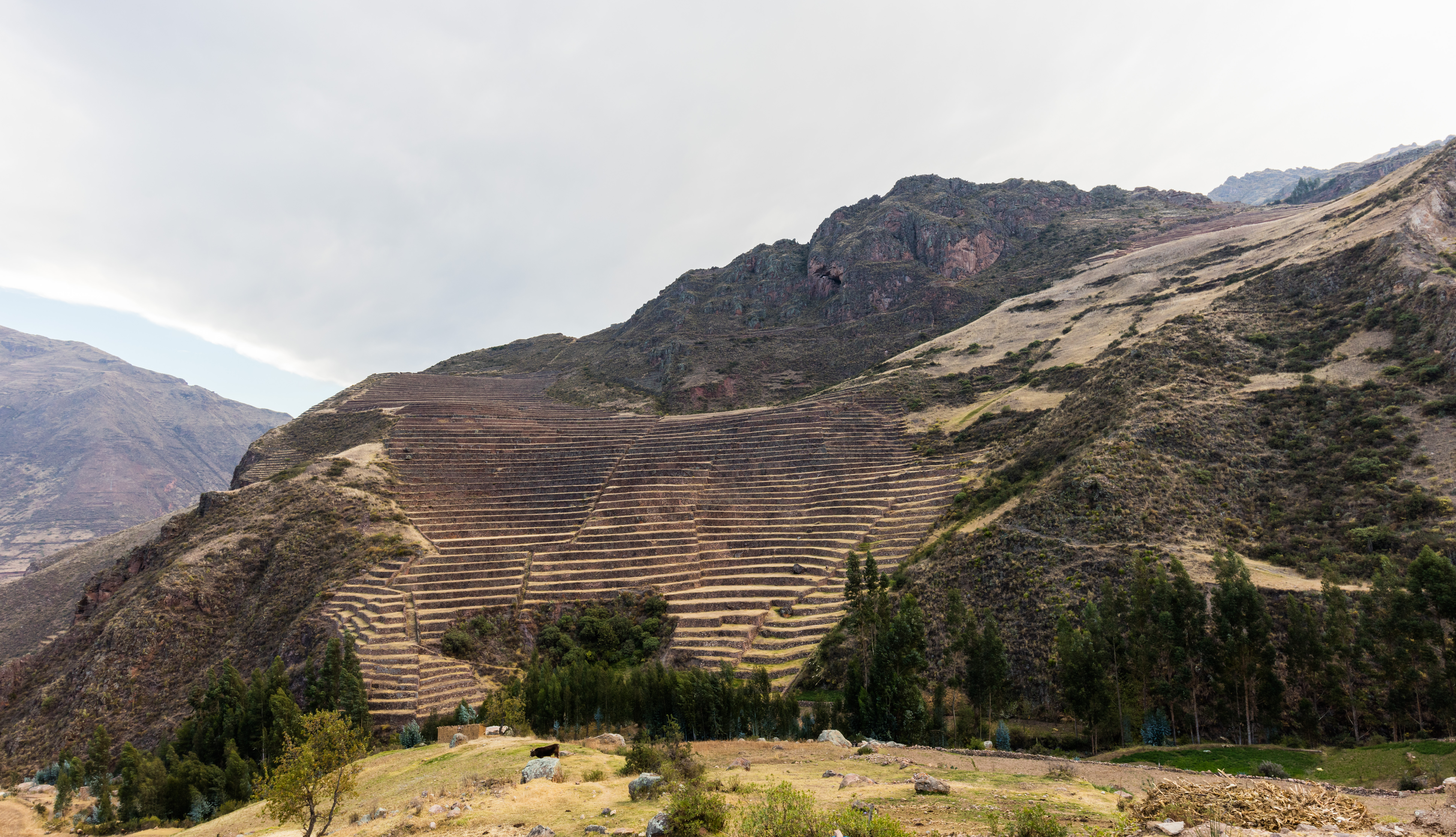
Inka-Terrassen bei Písac

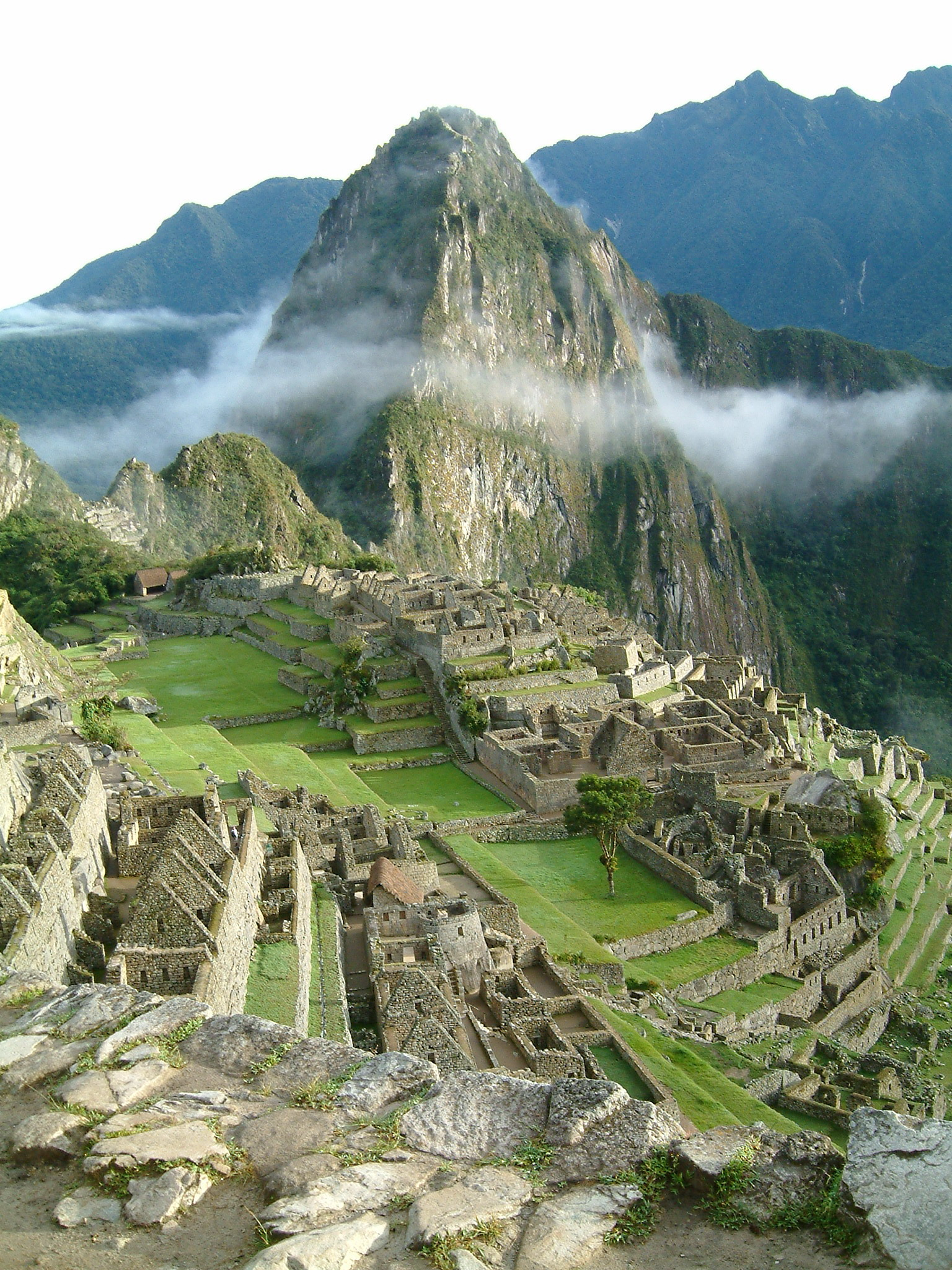
Die alte Inkastadt Machu Picchu

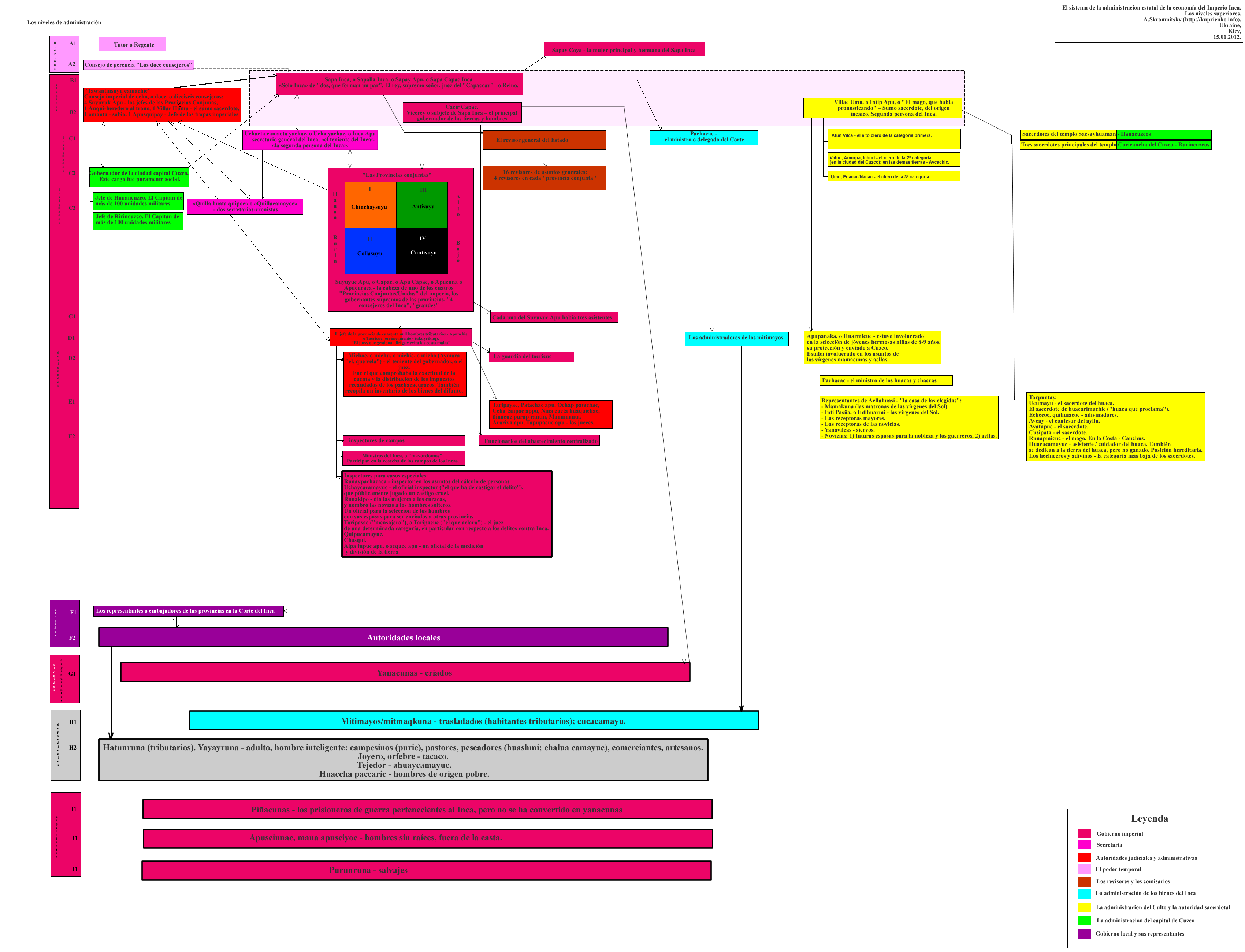
Das System der staatlichen Wirtschaftsverwaltung des Inkareiches

Als Inka (Plural Inka oder Inkas) wird eine indigene urbane Kultur in Südamerika bezeichnet. Oft werden als Inka auch nur die jeweiligen herrschenden Personen dieser Kultur bezeichnet. Sie herrschten vom 13. bis zum 16. Jahrhundert über ein weit ausgedehntes Reich von über 200 ethnischen Gruppen, das einen hohen Organisationsgrad aufwies. Zur Zeit der größten Ausdehnung um 1530 umfasste es ein Gebiet von rund 950.000 Quadratkilometern, sein Einfluss erstreckte sich vom heutigen Ecuador bis nach Chile und Argentinien; ein Gebiet, dessen Nord-Süd-Ausdehnung größer war als die Strecke vom Nordkap bis nach Sizilien. Entwicklungsgeschichtlich sind die Inka mit den bronzezeitlichen Kulturen Eurasiens vergleichbar. Das rituelle, administrative und kulturelle Zentrum war die Hauptstadt Qusqu (Cusco) im Hochgebirge des heutigen Peru.
Ursprünglich war mit dem Begriff „Inka“ die Bezeichnung eines Stammes gemeint, der nach eigener Auffassung dem Sonnengott Inti entstammte und die Umgebung Cuscos besiedelte. Seine herrschende Sippe fungierte später als Adel des gleichnamigen theokratischen Reiches. Aus ihr rekrutierten sich der Klerus und die Offiziere der Inka-Armee. Sapa Inka („einziger Inka“) war der Titel des Inka-Herrschers des Tawantinsuyu („Land der vier Teile, Reich der vier Weltgegenden“ – so die Selbstbezeichnung des Reiches).

## Überblick

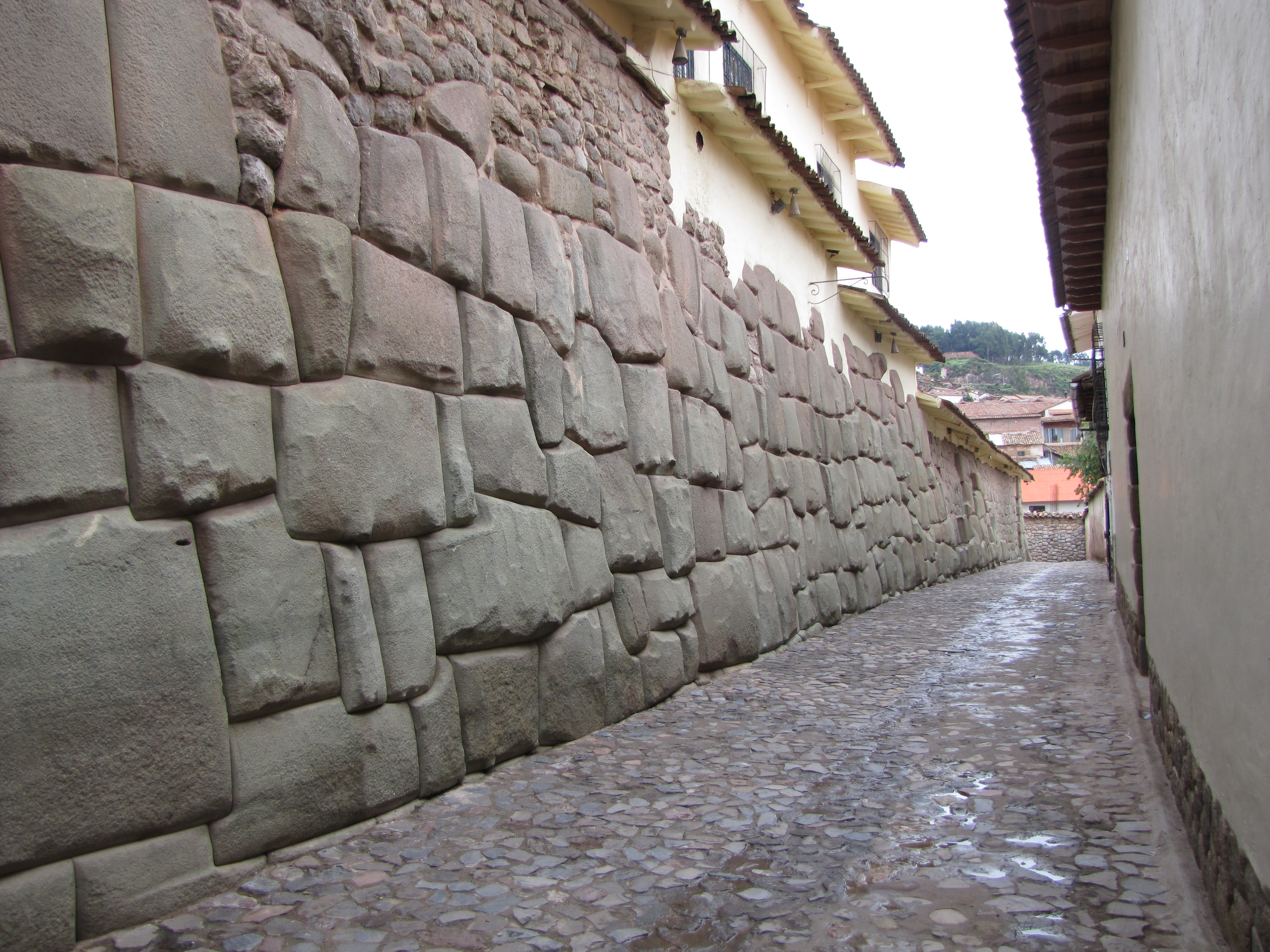
Inka-Mauern in Cusco/Peru

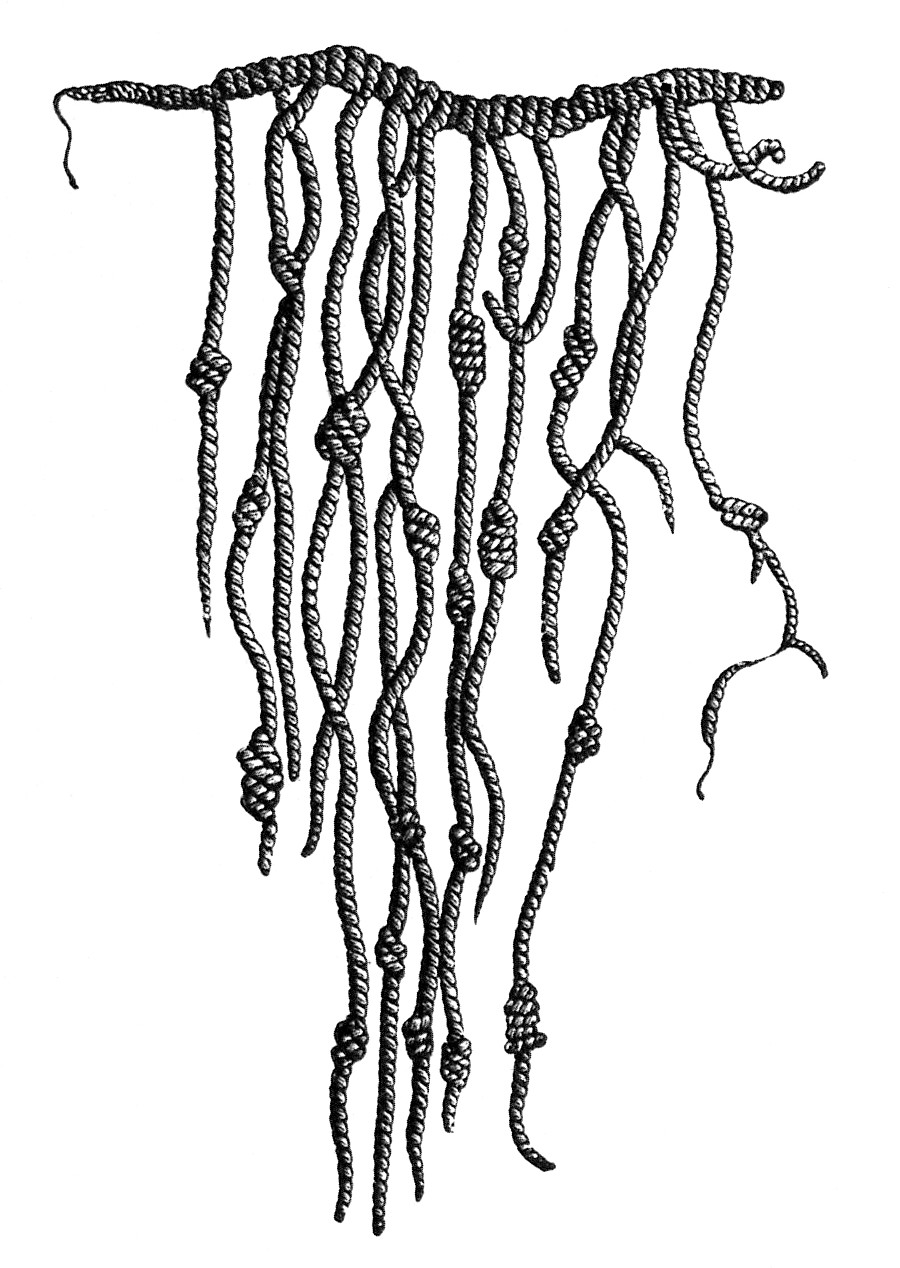
Quipu

Trotz einer städtischen Kultur und der bekannten steinernen Monumente war die Inka-Kultur eine vorwiegend bäuerliche Zivilisation, die in einer jahrtausendealten Kulturlandschaft auf teilweise bereits seit Generationen entwickelten Agrar-, Kultur- und Herrschaftstechniken basierte, und die nur einer sehr kleinen, aristokratischen Herrschaftselite einen aufwändigen, städtischen Lebensstil ermöglichte.
Die Legitimität ihrer Macht beruhte nicht zuletzt darauf, Tribute und Arbeitsleistungen der ansonsten wirtschaftlich weitgehend autarken bäuerlichen Gemeinschaften zur Versorgung der von ihnen beherrschten Bevölkerung in den klimatisch, topographisch und vegetativ radikal unterschiedlichen Umweltzonen, zur Überbrückung bei den häufigen Überschwemmungen, Dürre- und anderen Katastrophen sowie für die Versorgung der Heere bei den häufigen Kriegszügen umzuverteilen. Zeichen von Mangel- oder gar Unterernährung während der Inka-Periode waren bei einer Studie an keinem untersuchten Leichnam festzustellen.
Die Inka sprachen Quechua (runa simi = „Sprache der Menschen“), verwendeten die Knotenschrift Quipu (Khipu) und die Tocapu-Muster, die in Textilien gewebt wurden. Nach neuen Erkenntnissen handelt es sich bei den Quipus um zwei verschiedene Schriftsysteme: eines zur zahlenmäßigen Erfassung von Mengen von Lagerbeständen, Menschen, Tieren, Pflanzen und Ländereien, und ein phonetisch orientiertes System für Nachrichtenverkehr, wie beispielsweise Briefwechsel.
Da die Inka kein Geld kannten, kannten sie auch keine Steuern im europäischen Sinn. Stattdessen entwickelten sie einen Beamtenstaat, der durch umfangreiche, exakte, statistische Aufzeichnungen alle Leistungen und Bedürfnisse, alle Ressourcen, Tributverpflichtungen und ihre Verteilung festsetzte und aufeinander abstimmte. Die für den Staat bestimmten Leistungen wurden deshalb durch streng im Kollektiv organisierte Arbeiten erbracht: Ein Drittel ihrer Arbeitszeit hatte die Bevölkerung für Inti, den Sonnenkult, ein weiteres Drittel für den Inka, also die herrschende Aristokratie und das Militär zu arbeiten. Das letzte Drittel ihrer Arbeitszeit ging zu Nutzen des Unterhalts ihrer Familie, der Alten, Kranken, Witwen, Waisen und Hilfsbedürftigen. Adel, Beamte und Priesterschaft verfügten über Privilegien, waren vom Feld- und Militärdienst und von jeglichen Staatsabgaben befreit. Der Adel durfte goldenen Schmuck tragen. Während Bauern etwa mit Erreichen des zwanzigsten Lebensjahrs zum Eingehen einer monogamen Ehe verpflichtet waren, durften männliche Adlige in Vielehe leben.
Die Inka-Herrscher und insbesondere ihre Ahnen wurden neben dem Sonnengott Inti, dem Schöpfergott Viracocha und der Erdgöttin Pachamama als göttlich verehrt. Während allen übrigen Männern ausdrücklich verboten war, ihre Schwester, Mutter, Cousine, Tante oder Nichte zu heiraten, heiratete der Inka-König bei seinem Amtsantritt in Anspielung auf seine mythische Herkunft seine Schwester, die damit zur Quya (Coya), zur Königin wurde. Der Sapa Inka heiratete in der Regel neben seiner Schwester auch die Töchter wichtiger Fürsten der unterworfenen Gebiete. Sein zukünftiger Nachfolger wurde vom Inka nur unter den Söhnen der Coya ausgewählt, wobei er von zwanzig als Räte bezeichneten Verwandten beraten wurde und der Erstgeborene keinen höheren Anspruch auf die Nachfolge hatte.
Der Sapa Inka reiste in einer Sänfte durch sein Reich. Vor ihm durfte man nur barfuß erscheinen. Selbst höchste Würdenträger hatten sich dem Monarchen zum Zeichen ihrer Demut mindestens mit einer symbolischen Last zu nähern. Der Sapa Inka nahm bei Audienzen eine demonstrative Teilnahmslosigkeit ein, indem er seine Gesprächspartner nicht direkt ansprach. Er verbarg seine Person hinter einer Wand oder sein Gesicht hinter einem kostbaren Stoff. Auf dem Kopf trug er als Zeichen seiner königlichen Würde die Maskaypacha oder Maskapaycha, ein Band, das mit dem purpurroten Llawt’u (Llautu), einer langen Stirnquaste, versehen war. Seine kunstvoll gefertigten Gewänder trug er jeweils nur einmal. Die getragene Kleidung wurde ebenso wie seine Speisereste sorgfältig gesammelt und jährlich anlässlich einer großen Feier verbrannt.

## Geschichte
Die frühesten schriftlichen Quellen für die Geschichte der Inka sind die spanischen Konquistadoren, die von ihren Beobachtungen bei der Ankunft in Peru berichten. Missionare und Chronisten zeichneten die mündlichen Überlieferungen der Inka auf. Besonders wichtig sind die umfangreichen Werke zweier peruanischer Chronisten, die wenige Jahrzehnte später schrieben: Inca Garcilaso de la Vega (1539–1616) und Waman Puma de Ayala (geboren um 1540, verstorben um 1615). Diese Aufzeichnungen geben das Selbstbild der Inka wieder, nachdem sie durch Taktik und Eroberungen zum dominanten Stamm in den Anden aufgestiegen waren. Auch die bereits im Inkareich praktizierte Unterdrückung der Erinnerung an die andinen Vorgängerkulturen wird in diesen Chroniken nachvollzogen. Über die ersten acht Inka-Herrscher bis Huiracocha Inca gibt es nur ungenaue Angaben, wobei sich zudem Geschichtliches mit Mythologischem vermischt. Erst zu Beginn des 15. Jahrhunderts mit der Regierungszeit des Inka Pachacútec Yupanqui, der als eigentlicher Architekt des Großreichs gilt, setzt eine verlässlichere Geschichtsschreibung ein. Das daraus gewonnene Bild muss mit den Erkenntnissen der Archäologie ergänzt und verglichen werden, wobei es zu Spannungen kommt. Während die ältere Geschichtsschreibung den Angaben der Chronisten relativ eng folgte, besteht heute eher die Tendenz, die Erzählungen der Chronisten kritischer zu hinterfragen und ihre subjektiv gefärbten Narrative stärker zu gewichten. Unter Heranziehung archäologischer Befunde kommt etwa der finnische Forscher Martti Pärssinen zu der Ansicht, die bisher angenommene Chronologie des Inkareiches müsse hinterfragt und wahrscheinlich zum Teil revidiert werden. Stets ist zu berücksichtigen, dass sämtliches überliefertes Wissen von den Inka aus dem Kontext der bereits von der spanischen Eroberung geprägten Welt stammt und keine schriftlichen Quellen existieren, die eine authentische Stimme aus der Inkakultur vor der Conquista repräsentieren.

### Herkunft

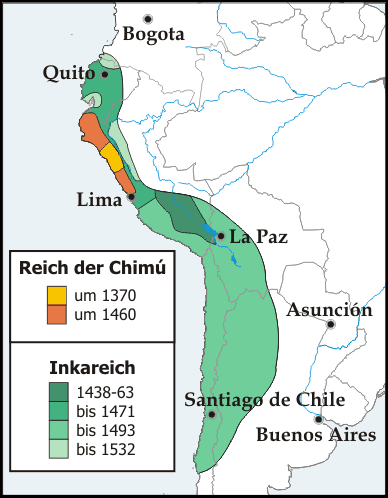
Die Ausdehnung des Inkareiches und der Chimú-Kultur

In der Mythologie der Inka gibt es mehrere Legenden über ihre Entstehung. Die bekannteste wurde von Inca Garcilaso de la Vega überliefert, einem nach Spanien übergesiedelten Mestizen, dessen Mutter aus dem Inka-Herrscherhaus stammte und der Zugang zu vorhispanischen Überlieferungen besaß. Ihm zufolge sollen der erste Inka Manco Cápac, der Sohn der Sonne, und seine Schwester Mama Ocllo vom Sonnengott Inti gesandt worden sein, um die Welt zu verbessern. Auf der Sonneninsel im Titicacasee, nach anderen Mythen in der Höhle Paritambo, kamen sie auf die Welt. Der Sonnengott gab ihnen einen goldenen Stab mit. Sie sollten ihren Wohnsitz dort gründen, wo es ihnen gelang, ihn mit einem Schlag in die Erde zu treiben. Nach langer Wanderung fanden sie eine Stelle und gründeten dort die Stadt Qusqu (Cusco), die nach dem Verständnis der Inka der „Nabel der Welt“ war.
Den mythischen Titicacasee, eine tiefblau oder silbern leuchtende Wasserfläche von 8000 Quadratkilometern Ausdehnung mit mehreren Inseln, darunter die Mond- und die Sonneninsel, auf der sich der Ritualstein Titikala befindet, betrachteten die Quechua sprechenden Inka ebenso wie die Aymara sprechenden Nachfahren des Volks von Tiwanaku als heilig.
Entgegen ihrem Herkunftsmythos stammten die Inka möglicherweise aus dem Amazonastiefland, was aus dem Anbau der – ursprünglich in Waldgebieten kultivierten – Kartoffel und Maniokpflanze geschlossen werden kann sowie aus häufigen Darstellungen des – nur in der tropischen Tiefebene vorkommenden – Jaguars. Zwar war der Kondor den Inka als Bote der Sonne ebenso heilig wie allen Vorgängerkulturen, aber sie stellten ihn niemals bildlich dar. Auch die Tatsache, dass sie vor ihrer Ankunft im Cusco-Becken ein eigenes Idiom sprachen, das dem der Uru und Chipaya verwandt gewesen sein soll und dessen Merkmale einige Fachleute mit dem peruanischen Amazonasgebiet in Zusammenhang bringen, spricht für diese These.

### Aufstieg und Expansion

Expansion des Inkareichs (1438–1527)

Die Inka gründeten um das Jahr 1200 die Stadt Cusco, die in zwei Stadthälften gegliedert war, Ober-Cusco (Hanan Qusqu oder Hunan Qusqu) und Unter-Cusco (Urin Qusqu oder Hurin Qusqu). Die ersten fünf Inka-Herrscher, die den Titel Sinchi (quechua, „Kriegsherr“, eigentlich „stark“) trugen, herrschten von Unter-Cusco aus, die nachfolgenden Herrscher mit dem Titel Sapa Inka residierten in Ober-Cusco.
Die Inka steigerten die Bedeutung ihrer eigenen Kultur durch die Herabsetzung ihrer Feinde als kulturfeindliche Barbaren. Anfangs förderten sie das Aymara als Verkehrssprache, bis sie später das Quechua als allgemeine Sprache durchsetzten. Gleichzeitig ist bekannt, dass die Inka die Erfahrungen früherer Kulturen nutzten, insbesondere des Wari-Staates, der ihnen vielleicht deswegen als Modell diente, weil er 700 Jahre zuvor ein ähnlich großes Territorium dominiert hatte.
Als die Inka im Gebiet von Cusco eintrafen, lebten hier noch verschiedene andere Stämme, darunter die Gualla und die Sauasera. Die Gualla wurden von dem relativ kleinen Volk der Inka angegriffen und allesamt getötet. Daraufhin schlossen sich die Sauasera mit einem anderen Stamm zusammen und versuchten sich gegen die Eindringlinge zu wehren. Die Inka besiegten auch diesen Stammesverbund und machten sich daran, die übrigen Stämme zu unterwerfen. Durch die Besetzung der Bewässerungssysteme der Alcabiza und die Tributverpflichtung, die sie den Culunchima auferlegten, brachten sie das Gebiet zwischen den beiden Flüssen Watanay und Tullumayu unter ihre Kontrolle.
Bei den Eroberungen spielte Inti als Kultobjekt eine große Rolle. Es wurde in einem Kasten aus Stroh aufbewahrt und als Heiligtum verehrt. Die Nachfahren des ersten Inka Manco Cápac wagten nicht, den Kasten zu öffnen. Erst der vierte Inka Mayta Cápac brachte den Mut dazu auf. In der Legende heißt es, das heilige Objekt Inti habe sprechen können und Ratschläge für die Eroberungen gegeben.
Der zweite Inka Sinchi Roca, der als Späher bezeichnet wurde, begann eine friedliche Expansion in Richtung Titicacasee durch die freiwillige Integration der Dörfer der Puchina und Canchi, denen sich andere anschlossen.
Sein Nachfolger Lloque Yupanqui als der dritte Inka brach bereits mit einem Heer von sechs- bis siebentausend Mann zu Eroberungen am Titicacasee auf. Die Ayahuiri setzten dieser Expansion entschlossenen militärischen Widerstand entgegen, den der Inka letztlich durch Verstärkungen brach. Um von dort gegen die Colla, einen Aymara sprechenden Bergstamm nahe dem Titicacasee, Krieg führen zu können, ließ er als Expeditionsbasis eine Festung (Pucará) errichten und eine Truppe von zehntausend Mann unter dem Kommando seines Bruders Manco Cápac aufstellen, bevor er nach Callao umsiedelte, dem heutigen Hafen Limas. An der Spitze eines Heeres eroberte er die Provinz Hurin Pacassa bis zu den Abhängen der Sierra Nevada in den Zentralkordilleren.
Nach seiner Heirat mit Mama Caba zeugte er drei Söhne, deren Ältester, Mayta Cápac, vierter Inka wurde. In einem langanhaltenden Krieg gegen die Alcabiza teilte er die Armee in vier Teile auf, die er vier Kommandeuren unterstellte, und zwang seine Feinde zum Rückzug auf eine Anhöhe. Dort belagerten die Inka ihre Gegner fünfzig Tage und sperrten ihre Bewässerungssysteme, bis sich die Alcabiza ergaben und anschließend von den Siegern gut behandelt wurden. Mayta Cápac bestand weitere Schlachten und heiratete schließlich Mama Taoca Ray, mit der er die beiden Söhne Cápac Yupanqui und Apo Tarco Huaman (waman = „Falke“) zeugte.
Der fünfte Inka Cápac Yupanqui führte erstmals Feldzüge gegen weiter entfernte Völker: Um Unruhen im Land der Colla niederzuwerfen, brach er mit einem Heer auf. Die Häuptlinge der Cari und der Chipana, die durch eine Dauerfehde gegeneinander geschwächt waren und nichts mehr fürchteten, als dass sich ihr Gegner mit Cápac Yupanqui verbünden könnte, buhlten beide um ein Bündnis, was der Inka dazu nutzte, beide Stämme seinem Machtbereich einzugliedern. Seine Frau Mama Curihilpay (Qorihillpay oder Chuqui Yllpay) war eine Tochter des Häuptlings der zuvor mit den Inka verfeindeten Anta. Nach dem Chronisten Vaca de Castro war sie Tochter des Curaca der mächtigen Ayarmaca. Ab diesem Zeitpunkt gewannen die Inka regionale Bedeutung.
Der sechste Inka Inca Roca heiratete die Tochter des Herrschers der Wallakan (Guayllacan bzw. Huallacan). Aus dieser Verbindung ging der siebte Inka Yáhuar Huácac hervor. Die Tatsache, dass einer seiner Söhne während seiner Jugend von einem benachbarten Stamm über Jahre als Geisel genommen wurde, relativiert die Macht der Inka zu diesem Zeitpunkt. Das Verhältnis zu den benachbarten Ayarmaca, die bis dahin mit den Inka gleichberechtigt gewesen waren, wandelte sich zu dieser Zeit. Durch die zunehmende Dominanz der Inka kam es zu Konflikten. Schließlich wurden die Ayarmaca durch die Heirat der Tochter des Herrschers Tocay Cápac (Tuqay Qhapaq) mit Yahuar Huacac gewonnen. Mit dieser Verbindung erfolgte auch ein militärischer Zusammenschluss.
Unter dem achten Inka Huiracocha Inca, der seinen Machtbereich bis nach Písac (von P’isaq = „Tinamu“) im Urubamba-Tal („Ebene der Spinnen“) ausdehnte, begann die eigentliche Expansion des Inkareiches. Mit dem Volk der Quechua hatten die Inka gute wirtschaftliche Beziehungen, die durch Heirat zwischen Huiracocha Inca und der Tochter des Häuptlings noch gestärkt wurden. Deren Feinde, die Chanca, stellten auch für die Inka und Cusco eine Bedrohung dar. Die Anstrengungen Huiracochas zur Unterwerfung dieses Feindes blieben zunächst erfolglos; erst seinem Sohn Cusi Yupanqui gelang es, die beiden Stämme Cana und Canchi als Verbündete gegen die Chanca zu mobilisieren. Zunächst wurde Cusco von den Chanca belagert (traditionell wird dieses Ereignis auf 1438 datiert), doch gelang es ihnen trotz zahlenmäßiger Überlegenheit nicht, die Stadt einzunehmen. Schließlich wurden die Chanca aber von Cusi Yupanqui mithilfe der von ihm gewonnenen Verbündeten spektakulär besiegt. Das Schlachtfeld wurde seitdem Yawarpampa (Quechua: „Blutebene“) genannt und diente dem in der folgenden Epoche stark gepflegten Erinnerungskult an diesen Sieg, den Cusi Yupanqui als ein vom Sonnengott geleiteter Retter errungen haben wollte.
Noch im selben Jahr wurde aus Cusi Yupanqui der neunte Sapa Inka, der den Namen Pachacútec (Quechua: „Reformator der Welt“, „Veränderer der Welt“, „Retter der Erde“) annahm. Der militärische Erfolg gegen die Chanca hatte es ihm offenbar ermöglicht, sich gegen seinen von Huiracocha Inca eigentlich als Thronfolger vorgesehenen Halbbruder Urqu durchzusetzen, der dem Vater auf dessen Alterssitz folgte. Seit diesem Machtwechsel, der mit einem politischen, kulturellen und religiösen Umschwung einherging, gibt es genauere geschichtliche Aufzeichnungen.

### Hochphase der Inka

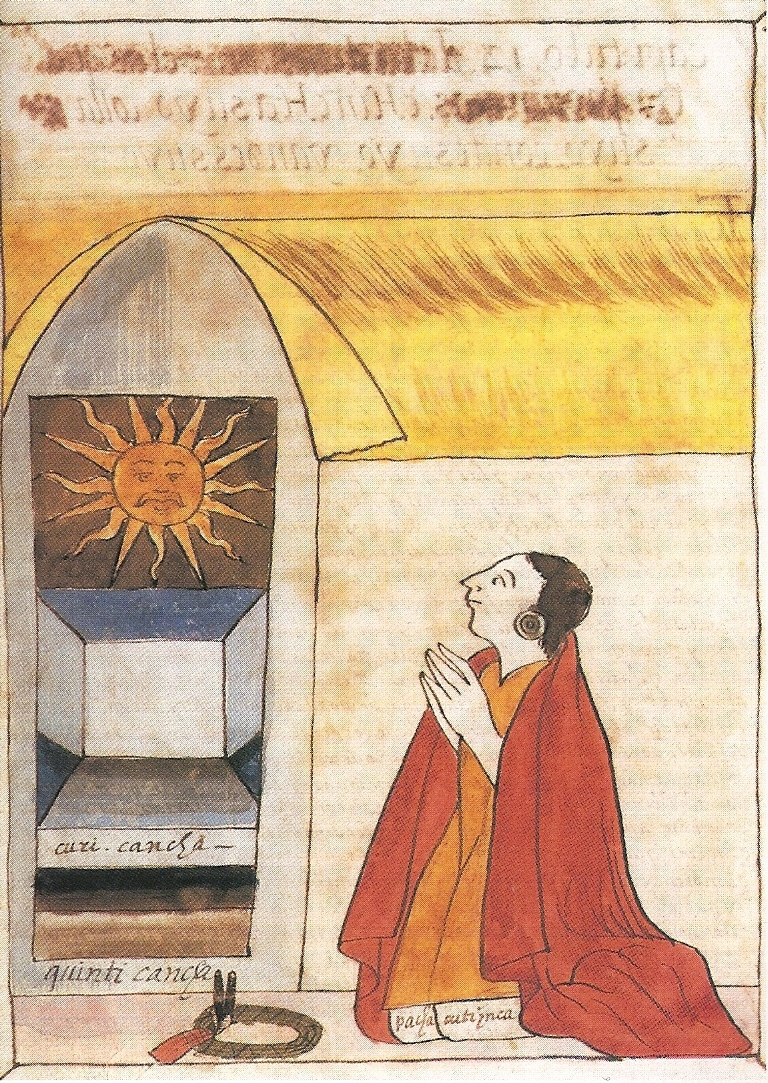
Inka Pachacútec betet im Coricancha zum Sonnengott Inti (Chronik des Martín de Murúa)

Pachacútec, der die Regierung noch zu Lebzeiten seines Vaters vermutlich im ersten Drittel des 15. Jahrhunderts übernahm, wird als eigentlicher Schöpfer des Inka-Imperiums der expansiven Hochphase betrachtet. Nach der Niederwerfung von Aufständen zu Beginn seiner Regierungszeit erweiterte er die Herrschaft in den Zentralanden vom Titicacasee bis nach Junín, Arequipa und zur Küste. Als gleichrangig mit seinen militärischen Erfolgen werden seine organisatorischen Leistungen und Reformen bewertet, die die effektive Verwaltung des immer größeren Herrschaftsgebiets erst möglich machten. Indem er den vier Himmelsrichtungen jeweils einen Reichsteil zuordnete, schuf er den geviertelten Tawantinsuyu – das Reich aus vier Reichen, das Reich aus „vier zusammengehörigen Gebieten“ (Quechua: tawa „vier“, tawantin „Vierheit“, suyu „Land“; hispanisiert: Tahuantinsuyo), dessen Achsen sich in Cusco als Schnittpunkt trafen; als Symbol dafür entstand das Banner der Inkas. Innerhalb der suyu genannten Viertel existierten kleinere regionale Einheiten („Provinzen“), deren Grenzen sich an topografischen Merkmalen orientierten und die meist über ein städtisches Zentrum verfügten.
Cusco entwickelte sich unter Pachacútec zum rituellen, politischen und kulturellen Mittelpunkt des Reiches. Gegenüber der älteren Viracocha-Verehrung, die sein Vater repräsentierte, machte Pachacútec den von ihm bevorzugten Sonnengott zur höchsten Instanz in der Götterwelt des Inkastaates; als nationales Identifikationszentrum wurde der Sonnentempel Inticancha glanzvoll ausgestaltet. In der Umgebung der Hauptstadt ließ Pachacútec landwirtschaftliche Terrassen zum Anbau von Mais anlegen, um damit die Versorgung der Bevölkerung zu gewährleisten. Kanäle zu den Flüssen Saphi und Tullumayu, die durch die gesamte Stadt führten, versorgten die Einwohner mit frischem Wasser und hielten sie sauber. Durch den Aus- und Neubau von Fernstraßenverbindungen schuf Pachacútec eine der wichtigsten Voraussetzungen für die Ausdehnung des Inkareichs und verstand es, den inneren Zusammenhalt des Landes durch eine einheitlich organisierte Verwaltung unter Einbeziehung der bisherigen, auf lokale Einheiten ausgerichteten Herrschaftsstrukturen zu sichern. Zu den Maßnahmen der Vereinheitlichung gehörte die Durchsetzung des Quechua als der allgemeinen Verkehrs- und Handelssprache auch in anderssprachigen Gebieten.
Während seiner Regierungszeit kam es wiederholt auch zu Aufständen und Rückschlägen. Seinen Bruder Cápac Yupanqui, der als Heerführer bei der Verfolgung rebellierender Chanca-Soldaten befehlswidrig weiter als vorgesehen nach Norden vorgedrungen war, ließ Pachacútec trotz des militärischen Erfolgs hinrichten, vielleicht auch deshalb, um ihn als Konkurrenten auszuschalten. Ein anderer Bruder des Herrschers unternahm einen Feldzug gegen feindliche Tieflandvölker östlich der Anden im Montaña-Dschungel mit der Absicht, das Amazonasbecken zu unterwerfen, kam aber in dem undurchdringlichen Urwaldgelände umgeben von feindlichen Völkern nicht weiter. Auch der zweite Eroberungsfeldzug unter Pachacútecs persönlicher Leitung scheiterte, da der Herrscher in großer Eile nach Cusco zurückkehren musste, um eine Rebellion niederzuschlagen. Wie neuere Funde zeigen, erstreckte sich das Inkareich allerdings deutlich weiter in das amazonische Tiefland hinein und diese Teile Amazoniens gerieten wahrscheinlich auch früher unter Inkakontrolle als bislang aufgrund der historiographischen Aufzeichnungen angenommen.
Túpac Yupanqui übernahm 1471 als zehnter Sapa Inka die Herrschaft des Reiches von seinem Vater, mit dem er eine Zeitlang gemeinsam geherrscht hatte. Unter seiner Führung errang das Inkareich die größte Ausdehnung. Wichtigster Schritt war zunächst die Unterwerfung des Reichs der Chimú an der Pazifikküste, der einzigen mit dem Inkareich um die Ausdehnung rivalisierenden Großmacht. Vermutlich übernahmen die Inka manche organisatorischen Elemente, zum Beispiel die rechtwinklige Stadtplanung, und verschiedene Handwerkstechniken von den Chimú. Weitere Eroberungszüge dienten der Einverleibung der Gebiete des heutigen Ecuadors bis nach Quito in den Inkastaat sowie der Erweiterung oder Festigung des von den Inka kontrollierten Raums im Tiefland Amazoniens und im heutigen Nord- und Zentralchile bis in die Gegend des heutigen Santiago de Chile. Nach der Eroberung von Quito soll der Inka mehr als ein Jahr lang Floßfahrten von Ecuador aus zur Erkundung weiter nördlich vermuteter Inselwelten unternommen haben.
Die äußerste Südgrenze der Inkaherrschaft wurde bisher entweder am Río Maipo (bei Santiago de Chile) oder am Río Maule etwa 300 km weiter südlich vermutet. Der Vormarsch der Inka nach Süden kam offenbar bereits unter Yupanquis Vater im heutigen Zentralchile zum Stehen, wo am Fluss Maule eine vom Inca Garcilaso überlieferte, für die Inka unvorteilhaft ausgegangene Entscheidungsschlacht stattgefunden haben soll. Sie wird üblicherweise auf etwa 1485 datiert. Allerdings gab es nachweisbare Handels- und Sozialkontakte zwischen Inka und Mapuche-Indianern noch weit südlich der Maule mindestens bis zum Río Bío Bío. Auch hier könnte es nach Vermutungen von Archäologen bereits bis zu einhundert Jahre vor dieser Zeit Einflussnahmen gegeben haben. Chronisten zufolge zogen sich die Inka erst in den Jahrzehnten kurz vor Ankunft der Spanier auf das Gebiet nördlich der Atacama-Wüste zurück und gaben die Kontrolle der südlich gelegenen Täler auf. Insgesamt verdoppelte der Inkastaat während der Regierungszeit Túpac Yupanquis auch infolge der Kriege, die in der Breite zwischen Santiago del Estero im heutigen Nordwesten Argentiniens und dem Río Maule geführt wurden, nahezu seine Größe.
Unter Túpac Yupanquis Herrschaft wurden die Osthänge der Anden befestigt. Der Inkaherzog Guacane, ein Nachkomme des Inka Huayna Cápac, errichtete auf dessen Befehl am Osthang der Anden die Festung Fuerte de Samaipata, in der er einige seiner Frauen unterbrachte, die er von Eunuchen und Soldaten schützen ließ. Dennoch gelang es den Chiriguano unter der Führung ihres Häuptlings Grigotá, die Inka in die Flucht zu schlagen, die Eunuchen zu töten, die Festung niederzubrennen und die Konkubinen und Sonnenjungfrauen zu verschleppen. Die Inka rächten sich durch die Entsendung einer Armee, die Samaipata zurückeroberte, die Festung wiederaufbaute und zum Bestandteil ihrer Verteidigungslinie an den Ostabhängen der Anden machte, um sich gegen Einfälle der Tieflandstämme zu schützen.
Hohe Würdenträger der unterlegenen Stämme behielten anfangs wichtige Verwaltungsfunktionen. Ihre Söhne mussten sie allerdings nach Cusco schicken, wo sie eine Ausbildung und Indoktrination im Sinne der Inka erhielten und ihnen auch als Geisel dienten. So sorgten die Inka für innere Ruhe, und durch eine wiederholte Propaganda wurden alle den Unterlegenen erbrachten Vorteile nachdrücklich vor Augen geführt. Túpac Yupanqui ließ die vier Reichsprovinzen in Unterprovinzen von je 10.000 Haushalten (Hunu) gliedern, die in Gruppen zu je 5000, 1000, 500, 100 und 50 tributpflichtigen Haushalten aufgeteilt waren, die ihrerseits wieder in Zehnereinheiten (Chunka) unterteilt waren. Die größeren Einheiten wurden von Beamten der Inka-Bürokratie geleitet, während den kleineren der einheimische Adel vorstand. Diese auf Perfektion des Dezimalsystems aufgebaute Verwaltungsstruktur straffte in der durch extreme ethnische, linguistische und kulturelle Differenzierung geprägten Bevölkerung mit einem komplizierten Mosaik politischer Ansprüche den zentralen Durchgriff, reduzierte andererseits auch die Privilegien des alteingesessenen Adels. Dadurch etablierte sich allmählich ein System von Beamten, was gelegentlich zu massivem Widerstand verärgerter „natürlicher Provinzherren“ führte.
Als erster Herrscher nach dem mythischen Reichsgründer Manco Cápac heiratete Túpac Yupanqui seine Schwester und zeugte Kinder mit ihr. Nach seinem Tod (möglicherweise wurde er ermordet) entbrannte zwischen den beiden engsten Witwen eine erbitterte Rivalität um die Erbfolge ihrer Söhne, die mit allen Mitteln der Hofintrige bis hin zum Bürgerkrieg ausgetragen wurde. Schließlich übernahm Huayna Cápac nach Ausschaltung seines Rivalen unangefochten als elfter Sapa Inka 1493 die Nachfolge. In den ersten Jahren seiner Herrschaft wurde er von einem Onkel bei den Regierungsgeschäften unterstützt. Er verlegte seinen Hauptsitz nach Tomibamba (an dessen Stelle das heutige Cuenca liegt), wo er insgesamt über 200 Söhne und Töchter gezeugt haben soll. Huayna Cápac führte wenig erfolgreiche Kriegszüge gegen Urwaldindianer östlich der Anden und verschob die Grenze im Norden in schwierigen Kämpfen gegen die kriegerischen Cara- bzw. Caragui-Stämme, die zähen und anhaltenden Widerstand leisteten, bis an den Fluss Ancasmayo (dessen genaue Lage im heutigen ecuadorianisch-kolumbianischen Grenzgebiet nicht feststeht). Dazu wurden gewaltige Höhenfestungen mit steinernen Schutzwällen als Operationsbasis errichtet. Damit hatte der Tawantinsuyu seine maximale Ausdehnung erreicht und das Reich stieß an seine administrativen Grenzen.

### Vorzeichen des Niedergangs und Bürgerkrieg
In seinen letzten Jahren sollen den Herrscher erste Meldungen von bärtigen, weißen Männern erreicht haben, die sich an Bord von Schiffen der Küste näherten. Huayna Cápacs Wunschnachfolger war sein Sohn Ninan Cuyochi, der stets an der Seite seines Vaters gelebt und ihn auf seinen Kriegszügen begleitet hatte. Doch der Sohn erlag zusammen mit einer Viertelmillion Menschen kurz vor dem Tod seines Vaters einer fremdartigen Seuche (möglicherweise die Pocken), die vermutlich bereits indirekt von Europäern eingeschleppt worden war und sich von Mittelamerika aus verbreitet hatte. Als kurz darauf Huayna Cápac starb, vermutlich an derselben Epidemie, kam es zwischen seinen Söhnen Huáscar und Atahualpa zu einem Streit um die Thronfolge, der in einen langen und blutigen Bürgerkrieg mündete. Ob Huayna Cápac eine Thronfolgeregelung bestimmt hatte und welche das war, lässt sich nicht verlässlich rekonstruieren, da die Sachlage später von den Anhängern der beiden Konkurrenten unterschiedlich dargestellt wurde. Nach einer Version soll Huayna Cápac beschlossen haben, das Reich zwischen beiden aufzuteilen: Atahualpa sollte die von Quito aus verwaltete nördliche Region erhalten, Huáscar den südlichen Teil mit Cusco als Regierungssitz. Nach einer anderen Version sollte Huáscar der Nachfolger sein und Atahualpa den Norden als Provinzherr verwalten.
Atahualpa, der bereits in Tomibamba zur Welt gekommen war, entstammte der Ehe seines Vaters mit Tocto Koka, der letzten lebenden Prinzessin aus der Dynastie der Scyrs aus dem ecuadorianischen Quito. Bis dahin hatte er mit seinem Vater immer im Norden gelebt. Huáscar, der sein Leben in Cusco verbracht hatte und dessen Mutter Ruahua Occlo eine Schwester Huayna Cápacs und Tochter Túpac Yupanquis war, sah sich nach dem Tode Ninan Cuyochis als einzigen legitimen Sohn der Inka an. Huáscar wollte die Gunst der Stunde nutzen, verteilte reichlich kostbare Geschenke an den Adel, verschenkte schöne Acllas, ließ seine potentiellen politischen Gegner töten, foltern oder in Kerker werfen, setzte einen neuen Hohepriester ein (der amtierende Villac Umu kannte ja die Verfügungen Huayna Cápacs, in dessen Nähe er sich immer befunden hatte) und bat, der Tradition folgend, seine Mutter um die Hand seiner Schwester Chuqui Huipa, da nach Sitte der Inka die Inthronisation auch immer mit der Vermählung des Herrschers mit seiner Schwester verbunden war. Doch seiner Mutter missfielen seine Methoden, weshalb sie Huáscars Werbung abwies. Mit Unterstützung der Priesterschaft gelang es Huáscar jedoch, die Brautwerbung als Befehl der Götter darzustellen, so dass sich seine Mutter nicht mehr verweigern konnte. Atahualpa sonnte sich derweil in der mehrheitlichen Unterstützung der Generäle. Anders als Huáscar hatte er keinen vornehmen Inka-Adeligen zum General ernannt, sondern mit Chalcuchímac und Quisquis sowie ihren Feldkommandeuren Rumiñawi und Ukumari fanatische Krieger aus dem Norden, die mit ihm gemeinsam die Herrschaft über das ganze Tahuantinsuyu anstrebten.
Nach heftigem Kampf unterlag Huáscars Armee den kampferprobten Truppen aus dem nördlichen Territorium im Jahr 1532. Er wurde dabei gefangen genommen, viele seiner engsten Verwandten ermordet und ihre Leichen an Pfählen auf den Straßen zur Schau gestellt. Atahualpas Generalität verfolgte die gesamte Aristokratie der Inka. Ergebnis war nicht nur die fast vollständige Auslöschung des königlichen Ayllu samt Ehefrauen und Säuglingen, sondern auch der Priesterschaft, der höchsten Beamten, der Amautu (inkaische Gelehrte), ja selbst der Quipucamayoc (Knotenschriftkundige). Dadurch war er zwar unumschränkter Herrscher über das gesamte Inkareich, hatte aber der absoluten Autorität der Inka einen irreparablen Schaden zugefügt.

### Untergang

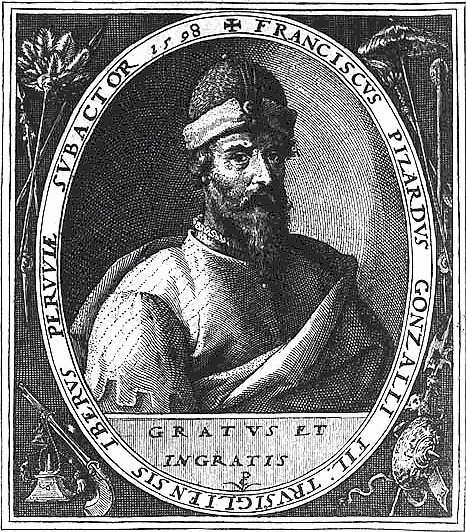
Francisco Pizarro

Im April 1532 landete Francisco Pizarro an der peruanischen Küste und marschierte unter Beobachtung durch Inka-Kundschafter tief ins Innere des Inkareiches ein. Pizarro fand ein Reich vor, das in einen Bruderkrieg zwischen den Brüdern Atahualpa und Huáscar verstrickt war. Die schnelle Expansion der Inka und deren Zwangsregime mit Deportationen hatten eine enorme Unzufriedenheit unter den unterworfenen Völkern hervorgerufen, die zur Instabilität des Reiches beitrug, und zu Aufständen der Völker, die nun eine Chance zur Befreiung erkannten, was Pizarro systematisch nutzte.
Pizarro beabsichtigte für seine Pläne die Geiselnahme von Atahualpa. Als Pizarros Truppe im September 1532 in das Landesinnere aufbrach, bestand sie nach Angabe seines Chronisten Francisco de Xerez aus 191 Leuten, zudem gab es eine unbekannte Anzahl weiterer nichteuropäischer Begleiter. In Cajamarca war eine Initiationszeremonie für junge Adlige der Inkas geplant, die in Anwesenheit von Atahualpa und einem größeren Gefolge stattfinden sollte. Dort erwartete Atahualpa auch die Ankunft der Spanier und hoffte sie dem Volk als seine Vasallen zu präsentieren. Die Soldaten Pizarros waren der Armee der Inkas zahlenmäßig weit unterlegen, fanden jedoch in Cajamarca mit einem von Gebäuden und Mauern umgebenen leeren Platz einen geeigneten Ort für einen Hinterhalt und vereinbarten ein Treffen mit Atahualpa. Am 15. November 1532 erschien dieser mit einem größeren zeremoniellem Gefolge und unter anderem als Musiker eingesetzten Leibwächtern. Mehrere Zehntausend Inkasoldaten seiner Armee verblieben als Parade im Umfeld und es gab nur einen Straßenzugang zu dem Platz. Atahualpa erwartete nach dem scheinbar freundschaftlichen Austausch vom Vortag keinen Angriff der Spanier, der jedoch kurz darauf plötzlich aus den Gebäuden erfolgte und die Anwesenden in Panik versetzte. Atahualpa wurde ohne Gegenwehr gefangen genommen und nach unterschiedlichen Angaben mehrere tausend Inkas auf dem eingeschlossenen Platz niedergemetzelt (Schlacht von Cajamarca). Atahualpa bot Pizarro an, sich gegen einen Raum voller Gold und Silber freizukaufen. In den folgenden Monaten wurden dafür Tempel und Schatzkammern des Reiches geplündert. Im Mai war das versprochene Gold und Silber abgeliefert, wurde eingeschmolzen und unter Pizarros Männern aufgeteilt.
Während der Gefangenschaft regierte Atahualpa weiterhin. Er ließ seinen Bruder Huáscar töten, um auszuschließen, dass dieser mit den Spaniern eine andere Übereinkunft beschließt. Die Anführer der Inkaarmee wurden nicht mit einer Befreiung beauftragt, sondern waren in der Zwischenzeit der Gefangenschaft auf verschiedene Provinzen von Chinchasuyu verteilt, um die Kontrolle zu erhalten und gingen in Cuzco gegen die verbliebenen Anhänger von Huáscar vor. Atahualpa wurde aber nach der Übergabe der Edelmetalle nicht freigelassen und schlussendlich in einem fingierten Prozess zum Tode verurteilt. Am 26. Juli 1533 wurde er durch Erdrosseln hingerichtet. Túpac Huallpa, ein jüngerer Bruder von Huáscar, unterstützte Pizarro bei dem Prozess mit einer falschen Beschuldigung gegen Atahualpa, um mit seinem Tod die Übernahme der Macht und die Vereinigung des Inkareiches herbeizuführen. Túpac Huallpa ließ sich zum neuen Inkaherrscher krönen, stimmte einem Vasallentum zum spanischen König zu, und sie machten sich mit Unterstützung Huallpas auf den Weg nach Cusco.
Einige der früher von den Inka unterworfenen Völker schlugen sich auf die Seite der Eroberer, in der Hoffnung, dadurch ihre Unabhängigkeit zu erreichen. Atahualpas General Quisquis, der die Hauptstadt besetzt hatte, versuchte vergebens, die Spanier und deren Verbündete aufzuhalten. Am 15. November 1533 erreichte Pizarro Cusco und wurde von vielen Adeligen als Befreier begrüßt. Túpac Huallpa verstarb bereits auf dem Weg nach Cusco, Pizarro setzte Manco Cápac II., einen Halbbruder Atahualpas und Huáscars, zum Sapa Inka ein. Manco Cápac war anfangs mit Pizarro eng verbündet, musste aber bald erkennen, dass er nur eine Marionette der Spanier war. 1536 organisierte er allgemeinen Aufstand, belagerte Cusco und griff die neu gegründete Hauptstadt Lima an, was die Spanier in ärgste Bedrängnis brachte. Letztlich aber scheiterte der Aufstand und Manco zog sich mit seinen Anhängern nach Vilcabamba an den Osthang der Anden zurück. Von dort aus leistete er den spanischen Eindringlingen durch Guerillaaktionen weiter Widerstand, bis er 1544 von sieben Spaniern ermordet wurde, die nach innerspanischen Auseinandersetzungen zu ihm geflohen waren. Seine Söhne Sayri Túpac und Titu Cusi Yupanqui konnten die Unabhängigkeit von Vilcabamba bewahren. Zeiten des Widerstands und friedlicher Koexistenz wechselten ab, bis der spanische Vizekönig 1572 nach der Ermordung eines spanischen Botschafters Vilcabamba den Krieg erklärte. Am 24. Juli 1572 wurde der letzte Inkaherrscher, Túpac Amaru, gefangen genommen und zwei Monate später in Cusco enthauptet.

## Technik und Medizin
Die Ingenieure, Straßen- und Brückenbauer leisteten angesichts der begrenzten technologischen Möglichkeiten beachtliche Arbeiten, was die 28 Meter lange Hängebrücke Q’iswachaka über den Río Apurímac, die 4000 Kilometer lange und 8 Meter breite Küstenstraße und die 5200 Kilometer lange und 6 Meter breite Andenstraße veranschaulichen. Unüberwindliche Felsen, so an steilen Wänden wie oberhalb von Písac, wurden durch einen Tunnel überwunden. Auf den Straßen waren Chaski (Stafettenläufer) unterwegs, die Nachrichten an einem Tag bis zu 240 Kilometer weiterleiten konnten. Das gesamte Straßennetz der Inka besaß eine ungefähre Länge von 40.000 Kilometern und war damit größer als das römische. Es wurde fußläufig genutzt, da Reittiere nicht bekannt waren und das Rad im alltäglichen Gebrauch nicht verwendet worden ist (d. h. keine Karren und Wägen). Die Architekten errichteten Repräsentationsbauten aus schweren, zyklopischen Granitsteinen, die sie verwinkelt fugenlos aneinander passten, und die die häufigen Erdbeben überwiegend unbeschadet überstanden (nicht jedoch die Zerstörungen durch die Spanier).
Die Inka führten bereits erfolgreiche Operationen am Schädel durch und verwendeten dazu die auch in Europa und Afrika von Steinzeitvölkern eingesetzte Trepanations- und die Schabetechnik. Werkzeuge und Waffen wurden aus Kupfer und Bronze hergestellt. Eisen war unbekannt. Sie beherrschten die Webkunst und stellten Kleidung aus feiner Vicuña- und Alpakawolle her. Es gab genaue Vorschriften über die Gestaltung der Ständekleidung. Die gefundenen keramischen Gegenstände weisen einfache, farbenfrohe Muster auf und besitzen nicht die Verspieltheit früherer Kulturen. Sie spielten auf der Gefäßflöte, einem Blasinstrument aus Ton, auf der Längsflöte quena (kena), der Andenflöte aus Bambus, der aus Jaguar- oder Menschenknochen hergestellten Längsflöte piruru (pirutu) oder der Panflöte antara, die aus Rohr oder gebranntem Ton gefertigt wurde, und kleinen Bauchtrommeln bei ihren Feierlichkeiten und Festen. Schneckenhorngehäuse von Flügelschnecken (Strombus), pututu genannt, die als Töchter des Meeres angesehen wurden, wurden bei kultischen Handlungen wie eine Trompete eingesetzt, um die Aufmerksamkeit der Apu, der Berggötter, auf die Not der Menschen zu lenken. Feste und religiöse Zeremonien waren von Musik und Tanz begleitet – Kunst war, wie im mittelalterlichen Europa, ritueller Ausdruck der Religion, erzählte von Kriegstaten und Heldenmut der Könige und curacas – kein l’art pour l’art.
Die großartigen Bauwerke, das weite Straßennetz und das vollendete Kunsthandwerk sind besonders bemerkenswert, da diese Kulturleistungen überwiegend mit menschlicher Muskelkraft, also ohne Rad oder Wagen, ohne Zugtiere wie Ochse und Pferd, ohne Flaschenzug, Töpferscheibe, Blasebalg, Zange und ohne Schrift vollbracht werden konnten.
Um eine für die Bedingungen des Hochgebirges riesige Zahl von Menschen zu versorgen und um Hungersnöten vorzubeugen, wurden im Verlauf von Jahrhunderten nahezu alle geeigneten Hänge in bewohnten Gebieten terrassiert und mit Kanälen bewässert. Fachleute (kamayuq) maßen in kreisrunden, exakt aus dem Felsen geschlagenen, unterschiedlich tiefen beckenförmigen Vertiefungen exakt die durchschnittliche Wassermenge und ihre Verdunstung. Neben präziser Wetterbeobachtung lieferte ihnen dies Daten über den Wind und bevorstehende Unwetter. Überschüsse aus den Tributleistungen wurden in speziellen Speichern gelagert, die vor Regen schützten, in denen der Wind zirkulierte und hierdurch vor Fäulnis schützte. In einigen Fällen wurden Kartoffeln „gefriergetrocknet“. Auf den hochgelegenen Terrassen wurden 20 Maissorten (sara), 240 Kartoffelsorten, Bohnen, Quinoa, Amarant, Kürbisse, Tomaten, Maniok, Paprika, Kakaobohnen, Avocados, Papayas, Erd- und Cashewnüsse sowie Maulbeerbäume angebaut. Als Haustiere und Lasttiere hielten sie Lamas, Enten, Alpakas und das Meerschweinchen, letzteres hauptsächlich zum Verzehr (quechua: quwi, daraus spanisch cuy).

## Wirtschaft

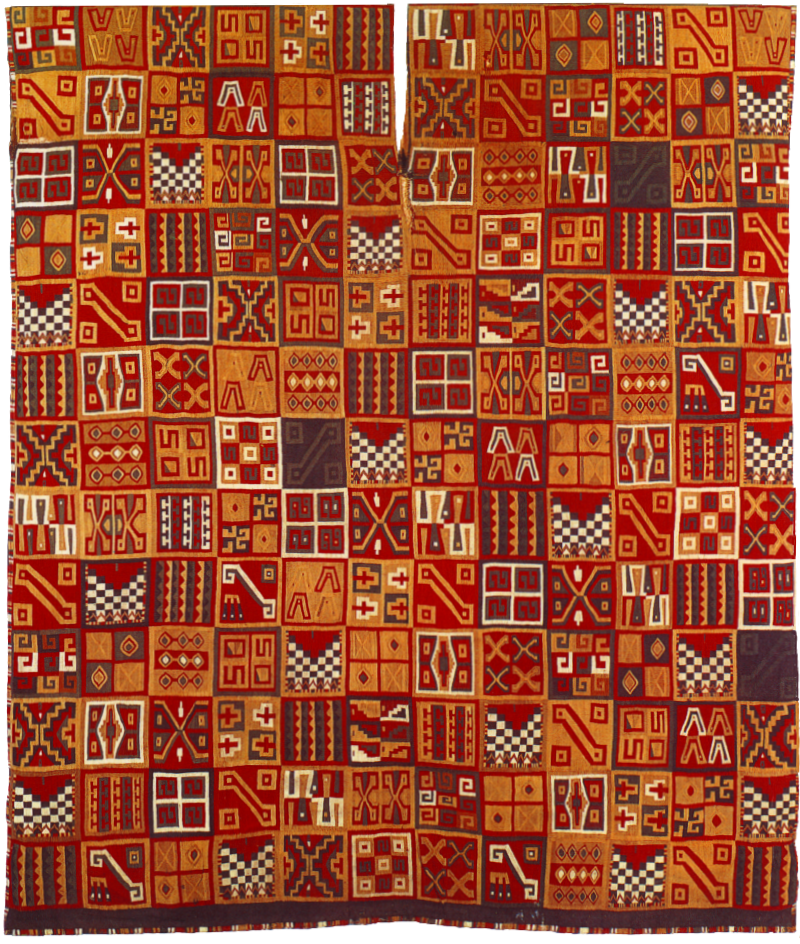
Inka-Tunika

### Mitma und Mit’a
Im Mittelpunkt der andinen Lebensweise stand die Landarbeit des Ayllu („Stamm, Clan, Sippe, Hausgemeinschaft, Familie“), die im Einklang mit der Natur gemeinsam verrichtet wurde und in der es kollektives Eigentum der Freien an Land, Nutztieren und Ernte gab. Der Ayllu, nicht die Familie, war die Basiseinheit der Gesellschaftsstruktur. In vorinkaischer Zeit bestand er ausschließlich aus Blutsverwandten. In inkaischer Zeit wurde die blutsverwandte Bindung abgemildert, insofern dem Ayllu alle einer territorialen Einheit, einem Wohnort angehörten. Die gegenseitige Unterstützung bei der Feldarbeit, Ayni, überstand in ländlichen Gebieten die Kolonialzeit. Heiraten fanden tendenziell meist innerhalb des Ayllu statt. Es kam zur Bildung paralleler väterlicher und mütterlicher Abstammungslinien, nach denen Männer von der väterlichen, Frauen von der mütterlichen Seite abstammten.
Typisch für andine Traditionen bereits weit vor den Inka war eine vertikale Wirtschaftsweise. Jede ökologisch-klimatische vertikale und horizontale Zone der Anden beschränkt die Bewohner auf die Nutzung bestimmter latitudinal geschichteter Ressourcen, wie bestimmter anbaubarer Nutzpflanzen, Weideflächen, Nutztiere, Salze, Metalle und Erze, Brenn- und Bauholz, Honig und Obst. Das Problem unterschiedlicher Verteilung dieser Ressourcen, das in den meisten Teilen der Welt auch in vorindustrieller Zeit durch Handelsbeziehungen gelöst wurde, ermöglicht einer Händlerklasse die Aneignung von Ressourcen, der Bildung von Kapital und der Ungleichverteilung von Kapital und Ressourcen. Die andinen Gemeinschaften lösten dieses Problem durch autonome Produktion in den verschiedenen „Stockwerken“. Ein Ayllu oder eine ethnische Gruppe unterhielt in den vertikal angeordneten, ökologischen Zonen je nach Jahreszeit und land- und weidewirtschaftlichen Zyklen verschiedene Produktionsstandorte von der Pazifikküste über die kalten Bergwiesen des Altiplano bis hin zu den tropischen Wäldern am Osthang der Anden, die gemeinsam bewirtschaftet wurden und einen „Archipel“ bildeten. In diesem Wirtschaftssystem zirkulierten neben Rohstoffen und Nahrungsmitteln auch Menschen, die sich durch verwandtschaftliche Beziehungen zu gegenseitiger Solidarität verpflichtet sahen. Besonders ausgeprägt war diese komplexe Archipel-Wirtschaft bei den Königreichen der Aymará.
Fernab des Dorfes gelegene Produktionsstandorte wurden dabei bereits in vorinkaischer Zeit durch die mitmaqkuna („Umsiedler“) als einer Art dörflicher Arbeitsteilung bewirtschaftet. Nicht hiermit zu verwechseln ist die von den Inka mit der zunehmenden Zahl der in ihr Reich zu integrierenden Völker entwickelte allgemeine Arbeitspflicht mit’a, ein Frondienst zugunsten des Sonnengottes Inti und des Inka.
Mit der Integration eines señoríos ging nämlich die Neuverteilung der landwirtschaftlichen Fläche einher, die in regelmäßigen Abständen aktualisiert wurde: Etwa ein Drittel der Fläche wurde für den Staat und die Inka-Adeligen bzw. ihre Bürokratie beansprucht, ein weiteres Drittel für den Sonnenkult bzw. den Klerus. Das letzte Drittel stand zur kollektiven Subsistenz zur Verfügung. Einzelpersonen war es nicht erlaubt, Land als persönliches Eigentum zu besitzen, so dass es ihnen auch nicht möglich war, aus Überschüssen Gewinne zu erwirtschaften. Je nach Familienstand, individuellem Alter und Kinderzahl und -alter variierte die Zahl der Tupu, dem festen Maß für die Größe der landwirtschaftlichen Fläche. Saat, Feldarbeit und Ernte auf den Krongütern stellten traditionell den Tribut dar, der anstelle von Steuern an den Herrscher zu entrichten war. Die Inka dehnten dieses System auf die neuverteilten Flächen aus. Gleichzeitig erhöhten sie durch die Terrassierung und Bewässerung die gesamte Anbaufläche. Auch mit der Einführung von Lama- und Alpaca-Herden in solche Gebirgsregionen, in denen sie bisher nicht heimisch waren, und mit der Einflussnahme auf die angebauten Feldfrüchte erhöhten die Inka die Effizienz. Mit den so erwirtschafteten Überschüssen wurden Vorräte in separaten Speichern (qullqa) des Inka und der Tempel gesammelt. Diese Vorräte ermöglichten den Einsatz einer großen Zahl von Menschen als Mitmaq für den Bau von Terrassen, Festungen, Tempeln, Palästen, Straßen, Brücken, Bewässerungskanälen und in Bergwerken. Zur Anlage von Terrassen, Kanälen und Wasserspeichern, ja sogar von ganz Cusco und dem Tahuantinsuyu schufen die Architekten dreidimensionale, flächen- und winkelgetreue steinerne „Baupläne“ aus Fels, von denen sich mehrere im Colca-Tal noch erhalten haben.
Darüber hinaus praktizierten die Inka eine Institution, die eine ganz besondere Faszination auf die Spanier ausübte: mitmay. Der Chronist Pedro Cieza de León unterschied die politische, wirtschaftliche und militärische Mitimae. Mit der Eroberung einer Provinz wurden zur Grenzsicherung Garnisonen militärischer mitmay eingerichtet. Die Krieger der unterworfenen Völker, wie die Chanca oder die Cañari, wurden in die Berufsarmee der Inka integriert. Die Besiegten hatten für den neuen Feldzug ein Kontingent von Soldaten zu stellen. Zur politischen Sicherung wurde ein Teil des unterworfenen Volkes, wie beispielsweise 30.000 bis 40.000 Chachapoyas, in eine vergleichbare Klimazone im Reichsinneren zwangsweise umgesiedelt. (Später stellten ausgerechnet die Chachapoya die Königsgarde.) Andere Stämme, die den Inka treu ergeben waren und über die entsprechenden Kenntnisse zur Besiedlung dieser Zone verfügten, wie zum Beispiel die Bewohner des Cochabamba-Tals, wurden in die eroberte Provinz an der Peripherie umgesiedelt. Das strategische Ziel dieser Deportationen bestand darin, die dem Reich eingegliederten Völker kulturell und ethnisch von ihren Wurzeln zu trennen und statt einer einheitlichen Bevölkerung mit gemeinsamer Sprache, Tradition und Identität eine multi-ethnische Besiedlung zu schaffen, um Aufständen vorzubeugen. Angesiedelte Mitimae und einheimische Bevölkerung beobachteten einander mit Misstrauen und reduzierten so das Risiko subversiver politischer Auflehnung für die Inka. Die verschiedenen Ethnien waren verpflichtet, ihre traditionelle Kleidung, Haartracht und Lebensweise zu behalten, so dass sie als Angehörige ihres Stammes leicht erkennbar blieben.
Gleichzeitig änderten die Inka zusammen mit der Ansiedlung und Neuverteilung die Nutzung des Agrarlands. So erfüllte die Mitimae auch eine ökonomische Funktion, die zur Vorratsbildung beitrug. Mit der Eroberung des Königreichs der Chimú 1476 übernahmen die Inka auch deren Massenproduktionsmethoden von Keramik, Textilien und Metallverarbeitung in Manufakturen.
Die Spanier machten daraus die Mita, bei der nicht zu einer encomienda gehörende männliche Indígenas zu Arbeitsdiensten gegen Bezahlung gezwungen wurden, vor allem in Bergwerken.

### Yanacona und Camayos
Neben der „landwirtschaftlichen Arbeitssteuer“ und der Mitimae entwickelten die Inka eine weitere Arbeitsbeziehung, die yanakuna (yanas) (yana = „schwarz“, auch „komplementär“), die einen speziellen, erblichen Status der einzelnen Person und ihrer Familie zum Staat oder einem einzelnen Repräsentanten beinhaltete. Dieser Status wird in der Literatur mal als Staatssklaven, mal als Leibeigene oder als persönlicher Diener abgehandelt. Man könnte ihn als „persönlichen Gefolgsmann“ bezeichnen. Die Yanacona gehörten zum Haushalt bestimmter Inkaherren, denen sie zeitlebens zu persönlicher Treue verpflichtet waren. Im Gegenzug waren sie allgemein von der landwirtschaftlichen Arbeitssteuer und der Mitimae ausgenommen. Ihre Arbeitsleistungen waren vielfältig: Sie konnten im Sammeln von Brennholz, im Hüten einer Lamaherde, im Weben von Stoffen, der Ernte von Cocablättern, in einer kunsthandwerklichen Tätigkeit, als Träger beim Heer, als Wächter eines Depots des Inka oder als Beamter eines Provinzgouverneurs in der Beaufsichtigung von Mitimae-Kolonisten bestehen. Das Drittel der landwirtschaftlichen Fläche, die der Inka beanspruchte, wurde gelegentlich durch Yanaconas bewirtschaftet. Ihre Loyalität gegenüber ihrem Inkaherrn übertraf die gegenüber der heimischen ethnischen Gruppe oder dem Ayllu. Es gibt Aufzeichnungen beispielsweise des Chronisten Pedro Sarmiento de Gamboa, nach denen der Sapa Inka Túpac Yupanqui der Begründer der Institution der Yanacona war, der eine Gruppe von Indígenas mit dem Tode bestrafen wollte, die sich gegen seine Herrschaft aufgelehnt hatten. Seine Gemahlin soll sich für die Umwandlung der Todesstrafe in eine lebenslange Zwangsarbeit verwendet haben. Die meisten Yanaconas waren wohl ursprünglich Kriegsgefangene, die ihren Dienst im Palast des Inka oder in den Tempeln versahen.
Eine weitere Gruppe, die einen speziellen bürgerlichen Status innerhalb der Inka-Kultur genoss, waren die Camayos. Wie die Yanaconas arbeiteten sie in den kaiserlichen Haushalten in Cusco und der Provinz, waren von der landwirtschaftlichen Arbeitssteuer befreit, erlangten aber nicht die Vertrauens- und Machtstellungen der Yanaconas. Die Camayos waren spezialisierte Handwerker, die auf ihren Beruf lebenslang festgelegt waren: Sie waren als Steinmetze, Zimmerleute, Töpfer, Färber, Weber hochwertiger Textilien, Silber- und Goldschmiede, Honigsammler, Kräuterkundige, Sänftenträger, Gladiatoren, Leibwächter tätig, waren spezialisiert auf Feder-, Holz-, Knochen- und Muschelarbeiten, den Abbau kostbarer Erze oder die Arbeit in Salzminen. Nicht selten waren ganze Dörfer als Handwerks-Camayos auf ein bestimmtes Handwerk spezialisiert und konnten, wie die Mitimae, umgesiedelt oder einem Provinzfürsten zum Geschenk gemacht werden. Der Inkastaat stellte ihre Reproduktion durch Nahrungsmittel im Tausch gegen ihre Handwerkserzeugnisse oder durch Felder sicher, die er ihnen zur Verfügung stellte. Der Status des Camayo war erblich; besondere Leistungen brachten Ehre und Prestige bis zur Berufung an den Hof in Cusco ein und wurden auch materiell reich belohnt. Sozialen Aufstieg erlaubte der Status des Camayos aber nicht.

## Rechtsprechung
Sünden und Verbrechen wurden im Tawantinsuyu von Richtern (huchakamayuq) nach eigenem Gutdünken (die Inka kannten keine Gebrauchsschrift) gerichtet. Pachacútec kodifizierte die Gesetze in seinem Reich. Die Rechtsprechung der Inka unterschied Straftaten gegen den Staat und seine Institutionen sowie Verbrechen gegen Individuen und die soziale Ordnung. Das Verfahren bestand aus Zeugenaussage, Vernehmung, gelegentlich Folter oder „Gottesurteil“ und danach Urteilsspruch ohne Einspruchmöglichkeit.
Die Tötung als eines der schlimmsten Verbrechen wurde nach sozialen Gesichtspunkten abgestraft: Der Mord an einem Kuraka wurde mit Vierteilung geahndet, der Mord an einem gewöhnlichen Bauern nur mit Auspeitschen. Vorsätzlicher Mord wurde ebenfalls härter bestraft als Totschlag aus Eifersucht oder im Streit. Die nachhaltige Verletzung einer Person, die sich danach nicht mehr selbst unterhalten konnte, wurde damit bestraft, dass der Straftäter sein Opfer zu ernähren hatte. War ihm dies nicht möglich, wurde seine Strafe erheblich schwerer, während der Inka die Versorgung des Opfers übernahm.
Die verhängten Strafen für Ehebruch waren drastisch: Nicht allein das Liebespaar, sondern auch alle Nachkommen bis zum Alter von zehn Jahren wurden in Sippenhaft genommen und von Felsen gestoßen oder gesteinigt. Eine Liebesbeziehung mit einer Aclla führte nicht allein zu einem Todesurteil gegen das Liebespaar und ihre Nachkommen, sondern auch gegen alle Lebewesen des Dorfes, ja gegen die Natur: Sogar Tiere und Pflanzen wurden hingerichtet. Auch auf Einbruch, Faulheit, Beschädigung von Brücken oder Töten von Seevögeln stand die Todesstrafe. Mit der Höhe der Gesellschaftsschicht und im Wiederholungsfall stieg auch die Härte der Strafen.
Kommunales Eigentum hatte einen höheren Wert als Privateigentum, was auch in der Abstufung der mit seiner Verletzung verbundenen Strafen zum Ausdruck kam. Sie konnten aus einer Verwarnung, einem Abschneiden der Haare, Zerreißen des Mantels, Auspeitschen oder Abschneiden von Nase, Ohren oder Händen bestehen. Die Wasserentnahme aus einem öffentlichen Brunnen, die Jagd auf kommunalem Land ohne Erlaubnis oder die Beschädigung bzw. das Anzünden von Brücken wurde streng bestraft. Das oben erwähnte „Gottesurteil“ bestand darin, einen Verdächtigten in eine Zelle mit wilden Tieren einzusperren. Überlebte er dies zwei Tage, war seine Unschuld bewiesen.
Dem Sapa Inka unterstand der „Gerichtshof der Zwölf“, dem die zivile Gerichtsbarkeit unterstellt war.

## Bildung
Aus der dem Inkastaat eigenen Ideologie besaß Bildung bereits eine besondere Bedeutung, nahmen die Inkas doch für sich in Anspruch, den „Barbaren“ ihrer Umgebung die Kultur gebracht zu haben. Bereits in seiner „Thronrede“ soll Inca Roca (um 1350 u. Z.) deshalb die Gründung einer Schule konzipiert haben. Allerdings war er laut Garcilaso de la Vega der Meinung: „Es ist nicht ratsam, dass die Kinder der gewöhnlichen Leute die Wissenschaften, die allein den Adeligen gehören, lernen, damit sie nicht hochmütig werden und den Staat gefährden. Lasst sie die Arbeiten ihrer Väter lernen; das genügt für sie.“
Nach Baten und Juif wird dieser segregierende Bildungszugang durch ein nachweislich geringes Humankapital zu Beginn des 16. Jahrhunderts gestützt. So war der Zahlenalphabetismus der Peruanischen Indigenen im frühen 16. Jahrhundert halb so hoch wie derjenige der Spanier und Portugiesen. Dies lässt auf ein geringes Humankapital der Inka bereits vor der spanischen Kolonisierung schließen.
Bildung wurde nur den jungen, männlichen Adeligen in Cusco vermittelt. Dort konzentrierten sich in einem Quartier die Schulen, in dem auch die amawta, die Gelehrten und die harawiq, die Dichter wohnten. Dieses Quartier wurde als yachaywasi („Haus des Wissens, Haus des Lernens“) bezeichnet und ist in seiner Bedeutung für das Tahuantinsuyu mit einer Universität zu vergleichen. Zu den vier wichtigsten Studienfächern gehörten die Sprache Runa Simi bzw. Quechua, die Religion Intis, die Quipu-Knotenschrift und die Kriegskunst. Zum Sprachstudium gehörten Poesie und Musik, zur Religion die Kenntnis der Astronomie und Astrologie, der inkaische Kalender, aber auch eine nicht sehr weit entwickelte Philosophie, zur Schrift die Mathematik und Grundlagen der Statistik und schließlich zur Kriegswissenschaft auch die Geschichtsschreibung der Inka und die Geographie. Der Kalender der Inka bestand aus einem 365 Tage Sonnenjahr (wata), das zwölf Monate mit je dreißig Tagen umfasste. Zum Ausgleich des Mond- und Sonnenjahrs folgten den zwölf Monaten fünf bzw. sechs arbeitsfreie Tage.
Den schönsten Mädchen des Reiches standen die Akllawasi offen, die von den Spaniern für Klöster gehalten wurden. Hier erhielten sie von den Mamakuna eine intensive und methodische Erziehung in gutem Benehmen, Hausarbeit, Weben und der Sonnenreligion.
In der Einführung wurde gesagt, die Inka hätten keine Schrift gekannt. Dies muss möglicherweise relativiert werden: Bereits der Chronist Pedro Sarmiento de Gamboa versicherte, Pachacútec habe in der Coricancha große, goldgerahmte Leinwände aufhängen lassen, auf denen die Inka-Geschichte aufgezeichnet wurde, die später in der angrenzenden Puquincancha, dem „Reichsarchiv“, aufbewahrt wurden und beim Sturm auf Cusco zusammen mit der Stadt in Brand gerieten. Auch wäre es höchst seltsam, wenn ein Volk, das keine Schrift kennt, in seiner Sprache Worte für Schrift (qillqa), schreiben und lesen besitzt. Nicht zuletzt die weit zurückreichenden astronomischen Kenntnisse, die die Inka hatten und die nur mittels komplizierter Mathematik und Geometrie erklärbar sind, lassen sich nicht allein mit Hilfe von Quipus und mündlicher Überlieferung erklären. Thomas Barthel von der Universität Tübingen berichtete 1970, ihm sei es gelungen, auf Grundlage der jahrelangen Forschung der peruanischen Archäologin Victoria de la Jarra ca. 400 rechteckige geometrische Bilder, „Tocapu“ genannt, die auf Textilien und Kero genannten Zeremonialbechern wiederkehren, als eine Art Bilderschrift zu identifizieren, die in enger Beziehung zum Kalendersystem und zur Astronomie stand, jedoch im Alltag der Bevölkerung keine Anwendung fand. Tocapu, wie Astronomie und Kalendersystem, sind in den Anden Kulturelemente, die wahrscheinlich bereits weit vor den Inka entwickelt und nur von einer kleinen Schicht von Gelehrten beherrscht wurden.

## Religion
Die Mythen der Inka wurden mündlich überliefert, bis frühe spanische Kolonisten sie aufzeichneten; einige Gelehrte behaupten jedoch, dass sie auf quipus, Anden-Knotenschnuraufzeichnungen, aufgezeichnet wurden. Die Inka waren polytheistisch und glaubten an viele Götter. Bedeutende Gottheiten waren Inti (Sonnengott), Wiraqucha (Schöpfergott) und Pachamama (Erdengöttin). Der Schöpfergott Wiraqucha stand an der Spitze des Inka-Pantheon; unmittelbar auf Wiraqucha folgte Inti. In verschiedenen Teilen des Reiches gab es lokale Gottheiten, die Wak’a. Für die Inkas war es wichtig, dass sie nicht durch Verbrennung starben oder dass die Leiche der Verstorbenen nicht verbrannt wurde. Die Verbrennung würde ihre Lebenskraft zum Verschwinden bringen und ihren Übergang ins Jenseits bedrohen. Diejenigen, die dem Moralkodex der Inkas gehorchten – ama suwa, ama llulla, ama quella (nicht stehlen, nicht lügen, nicht faul sein) – „gingen, um in der Wärme der Sonne zu leben, während andere ihre ewigen Tage in der kalten Erde verbrachten“.
Die Inkas brachten neben Tieropfern auch Menschenopfer dar. Beim Tod von Huayna Capac im Jahr 1527 wurden bis zu 4.000 Diener, Hofbeamte, Günstlinge und Konkubinen getötet. Die Inkas brachten bei wichtigen Ereignissen, wie dem Tod des Sapa Inka oder während einer Hungersnot, Kinderopfer dar. Diese Opfer waren als qhapaq hucha bekannt.

### Sonnenkult
In den Anden besaß jede Gemeinschaft, jeder Stamm, seine eigene Tradition, der seine Herkunft von einem heiligen Ort, einem heiligen Stern oder einem heiligen Tier herleitete. Jeder Ort in den Anden hat sein mythologisches Gegenstück in einem Himmelsgestirn. Alle Andenvölker verehrten Sonne und Mond als befruchtendes Paar.

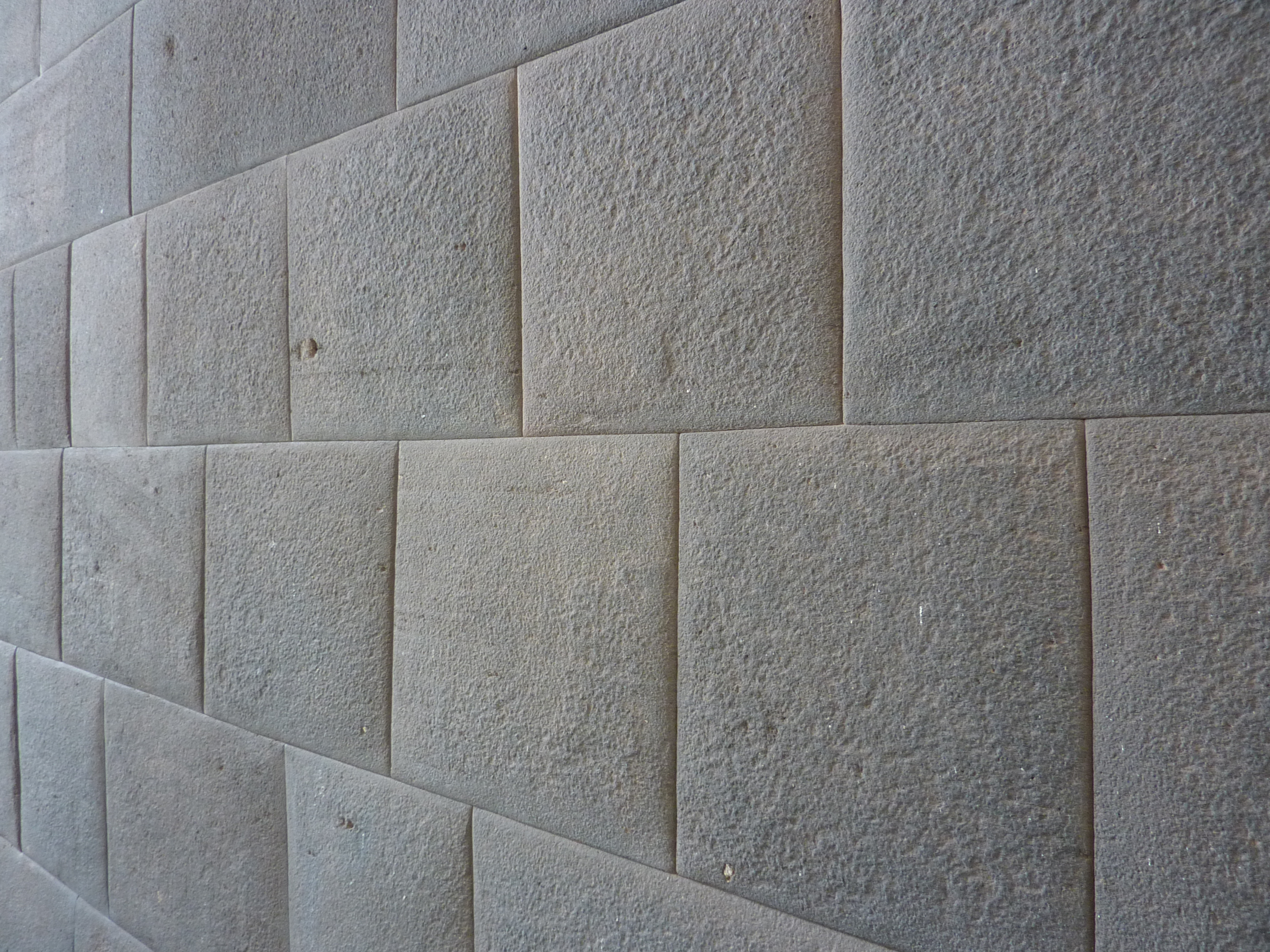
Fugenlose Mauer des Coricancha

In diesem transzendentalen Kontext beanspruchten die Inka, die Söhne der Sonne zu sein. Für ihre Zeitgenossen bestätigten die militärischen Siege und die strahlende Politik der Inka-Herrscher diese überirdische Herkunft. Die Inka setzten den Sonnenkult als offiziellen Kult ihres Reiches durch: Sonnenidole standen in allen Landesteilen des Inka-Reiches neben einer großen Zahl von angebeteten (Stammes-)Gottheiten. Der Sonnenkult diente vornehmlich der Legitimation der herrschenden Elite. Um diesen Kult einzusetzen, errichteten die Inka überall in ihrem Reich Tempel, die sie grundsätzlich der Sonne weihten. Der bekannteste und wichtigste unter ihnen ist der zentrale Sonnentempel in Cusco, die Coricancha bzw. Qurikancha („Goldhof“). Dieser Haupttempel des Reiches diente auch dem Kult anderer Gottheiten, wie Mama Killa (dem Mond) und Illapa, dem Gott des Blitzes und Donners, dem Kult der Venus und einer Reihe von Sternen, der Wettergötter und der des K’uychi, des Regenbogens, zur Seite gestellt waren.
Der Sonnentempel in Cusco, wahrlich das allerheiligste Heiligtum des Reiches, überstand die Zerstörungen während der Conquista nicht. Es existieren lediglich einige Beschreibungen und Reste einiger Mauern, die den Glanz jener Arbeit bezeugen. Sie bestanden aus perfekt ohne Mörtel fugenlos ineinandergefügten, ungleichmäßig behauenen Natursteinen. Der Umfang des Tempels betrug mehr als 365 Meter. Sein Hauptportal lag an der Nordseite. Dieses war wie die Nebeneingänge mit Goldplatten bedeckt. Das Tempelinnere verfügte neben anderen Schätzen auch über jene bereits erwähnte goldene Scheibe, die die Sonne repräsentierte und darüber hinaus eine Darstellung des gesamten inkaischen Pantheons. In trapezförmigen Nischen in den Wänden waren die Mumien der Inka-Herrscher aufgestellt und mit goldenen Masken und überaus fein gewebten Stoffen dekoriert. Die Mauern waren außen ringsum durch einen breiten Goldstreifen bedeckt. Der benachbarte Raum, der der Mondgöttin gewidmet war, war vollkommen mit Silber ausgeschlagen. Hier wurde eine silberne Mondscheibe in Frauengestalt als Braut und Schwester des Sonnengottes verehrt und um Fürsprache gebetet. Gold und Silber hatten ausschließlich kultischen Wert, galt doch das Gold als „Schweißperlen der Sonne“ und Silber als „Tränen des Mondes“.
In seiner Nachbarschaft befand sich außerdem ein Heiliger Garten, in dem alle Elemente der Natur samt Pflanzen und Tieren als lebensgroße, vollständig goldene Statuetten stilisiert waren. Der Zutritt zur Coricancha war allen, die nicht Inka waren, verwehrt. Sie brachten ihre Opfergaben auf einen benachbarten Platz. Zum Zeichen ihrer Ergebenheit brachten alle Besucher aus ihren Provinzen Sand mit in die Hauptstadt Cusco, der sich auf dem geteilten Zentralplatz, dem kleineren, dem Herrscher und dem Hochadel vorbehaltenen Waqaypata („Platz des Weinens“) und dem größeren, der Bevölkerung bestimmten Kusipata („Platz der Freude“) anhäufte.
Als Zeichen der Treue, Demut und wahren Verehrung errichteten die Stämme den Inka in ihren Provinzen zahllose Kultplätze der Sonne. Der höchste Zeremonialplatz der Erde befindet sich auf dem vereisten Gipfel des Llullaillaco in 6700 Meter Höhe. Einige der Kultplätze sind noch zu besichtigen, die die geographische Ausdehnung des Kultes belegen. In Perú befindet sich der Tempel Vilcashuaman. Nahe dem höchsten Gipfel Perús, dem Nevado Huascarán findet man einen weiteren Tempel, an dem sich ein Ushnu, ein Opferplatz befunden hat. Auf der bolivianischen Seite des Titicacasees wurde auf der Sonneninsel ebenfalls ein Sonnentempel errichtet. In Caranqui in Ecuador gab es einen Tempel, der früher Krüge voll von Gold und Silber besaß.
Das wichtigste Fest des Reiches war das Inti Raymi, die Wintersonnenwende und der kürzeste Tag der Südhalbkugel am 23. Juni eines Jahres. Dieses Fest war verbunden mit einem Dank für alles Gute im abgelaufenen Jahr und gleichzeitig der Bitte um Schutz der Sonne für die Saat, die bald darauf einsetzte. Bei diesen Festen wurden die 14 königlichen Mumien (mallki) neben dem aktuellen Regenten in einer Prozession öffentlich mitgeführt. Dabei wurden die Mumien rituell mit Bier und Mahlzeiten bewirtet. Im ganzen Andengebiet gab es einen weitverbreiteten Ahnenkult. Der Kult der Königsmumien war jedoch mehr als eine bloße Ahnenverehrung. Er war zuvorderst eine Fruchtbarkeitszeremonie, denn mit Prozessionen und Trinksprüchen wurden die toten Könige als Illapa um Regen ohne verwüstende Unwetter gebeten. Daneben waren sie die materialisierte Legitimation eines dynastisch-theokratischen Herrschaftsanspruchs der inkaischen Elite. Gleichzeitig stärkte der Kult auch die rituelle und soziale Solidarität innerhalb der zehn Panaqas bzw. Panacas, der königlichen Ayllus.
Die Bedeutung dieses Kults ist möglicherweise daran abzulesen, dass die Inkapriester beim Einmarsch der Spanier in Cusco nicht das Gold, sondern die Königsmumien vor den Konquistadoren in Sicherheit brachten. Sie schufen Abbilder der Mumie aus Gips oder Ton, die mit abgeschnittenen Haaren und Nägeln sowie seinen Kleidern Authentizität erhielten. 1559 wurde die Mumie Pachacútecs von den Spaniern entdeckt und nach Lima transportiert. Indígenas entlang des Weges verneigten sich, knieten nieder und weinten. Sie wurde zum Symbol der Macht der christlichen Religion verbrannt und stattdessen eine Fronleichnamsprozession mit 14 katholischen Heiligen eingeführt.
Die Chronisten berichteten, dass etwa ein Drittel der bewirtschafteten Erde jeder einzelnen Gemeinschaft der Sonne gewidmet war. So erhielt durch die Landwirtschaft der Kult sowohl einen kultisch-sakralen, als auch einen steuerlich-wirtschaftlichen Aspekt. Jeder hatte dem Reich zu dienen, auch der Herrscher selbst, um dessen Person sie einen rituellen Kult entwickelten. „Das Volk der Sonne lügt nicht, stiehlt nicht und ist nicht faul.“ Noch ist dies die gängige Grußformel in Quechua (ama llulla – ama qillqa – ama suwa).

### Anbetung von Viracocha

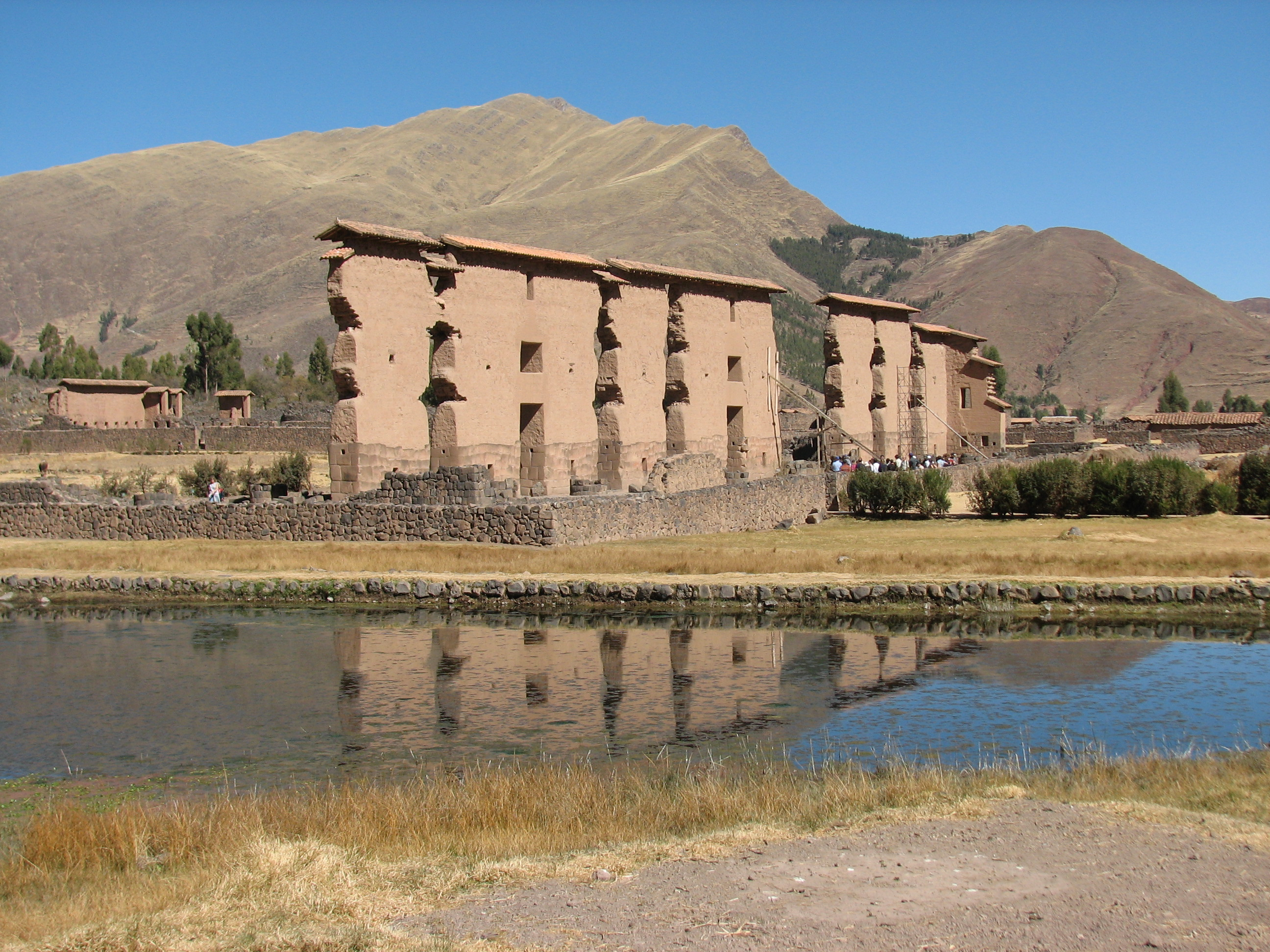
Tempel von Viracocha in Raqchi

Obwohl der Sonnenkult als offizieller Kult des Reiches eingesetzt wurde, gibt es zahlreiche Berichte und Zeugnisse, nach denen die Inka einen Schöpfergott anbeteten, der in Perú unter dem Namen Pachakamaq (Sohn der Sonne (pacha = „Erde, Universum“, kamay = „erschaffen, Schöpfung“)) und in den anderen Reichsteilen als Viracocha (Wiraqucha) bekannt ist. Nach der Überlieferung der Colla wurde Viracocha bereits bei diesen als höchstes Wesen verehrt. Pachakamaq ist eine Gottheit der zentralen Küste Perus, deren genaue Herkunft unsicher ist. Obgleich es scheint, als ob die ersten Spuren Pachacámac in der Epoche der Zivilisation Limas erscheinen. Jedoch scheint er in der Zivilisation Ishmay, einer lokalen Zivilisation zwischen den Flüssen Río Rímac und Río Lurín (100–1450 n. Chr.), seine Blütezeit erlebt zu haben.
Auch die Mochica beteten zu ihrer Hauptgottheit, die als Erschaffer der Welt, nicht nur des eigenen Stammes galt. Zudem schrieben die Muísca ihrer Hauptgottheit Bochica die Eigenschaften Viracochas zu.
Viracocha (nicht zu verwechseln mit Huiracocha Inca, der ebenfalls Viracocha genannt wurde), der als Hauptgott des Adels fungierte, wurde in einer vollständig anderen Weise gehuldigt als der Sonne. So verfügte er weder über geweihten Boden, noch über geweihte Tempel bis auf den des berühmten Orakels von Pachacámac, die Kiswarkancha in Cusco und in Racchis im Süden Perús. Die inkaischen Gebete, die uns überliefert wurden, bezeugen eine Inbrunst und spirituelle Betrachtungsweisen, die an einen monotheistischen Glauben erinnern. Inca Garcilaso de la Vega, dem Statthalter von Cusco, dessen Mutter Isabel Suárez Chimpu Ocllo eine Enkelin des großen Inka-Herrschers Túpac Yupanquí und Nichte des vorletzten Sapa Inka Huayna Cápac war, verdanken wir den Bericht, dass Viracocha der wahre Gott der Inka war; die Sonne war demnach eine „Schaufenstergottheit“ in den polytheistischen Anden. Auf jeden Fall präzisierte er, dass Viracocha eine Gottheit war, die bereits vor den Inka angebetet wurde. Diese Tatsache ist auch durch die Berichte anderer früher spanischer Chronisten, wie Cristóbal de Molina, Juan de Betanzos (der mit einer Indigenen verheiratet war) und Pedro Sarmiento de Gamboa belegt.

### Synkretismus
Allerdings ist bei der Deutung Viracochas als Schöpfergott, gar als Monotheismus genauso Vorsicht angebracht, wie bei der Schilderung Intis als Kultobjekt in einem Kasten der umherziehenden Inka, die stark an die Bundeslade der umherziehenden alttestamentlichen Juden erinnert oder den Schilderungen anderer präinkaischer Gottheiten: Chascacollyo, die Schöne mit dem lockigen Haar, die Venus zu ähneln scheint; Aucha, der Gott der Gerechtigkeit und Vergeltung, der als Vater der Zeit gilt, da seine Umlaufbahn die längste Zeit beansprucht, scheint Saturnus zu entsprechen; der Kriegsgott Acayoch erinnert an den römischen Kriegsgott Mars; Cuatahulya ähnelt dem griechischen Götterboten Hermes; Peruya, der Herr des Überflusses, von dem möglicherweise der Name des Landes Perú (spanisch synonym mit „Goldkiste“) abstammt, gleicht Jupiter. Sie alle weisen erstaunliche Ähnlichkeiten mit antiken Göttern auf. Angesichts der Tatsache, dass indigene Feste nach der Missionierung eine christliche „Firnis“ erhielten, mit der sie sich unter den Augen der spanischen Kolonialmacht als christliche Feste weiter begehen ließen, ebenso wie indigene religiöse Vorstellungen auf christliche Heilige übertragen wurden, um die vorchristliche Praxis fortzusetzen, lässt es auf jeden Fall angebracht erscheinen, der auffälligen Häufung von parallelen Vorstellungen der Auseinandersetzung zwischen Christentum und vorchristlich-griechisch-römisch-jüdischer Zivilisation einerseits und präinkaischen und inkaischen religiösen Vorstellungen andererseits ein gewisses Maß an Skepsis entgegenzubringen. Inwiefern die Erwartung der christlichen Missionare von den indigenen Erzählern antizipiert wurde, christliche Chronisten die ihnen geschilderten Ereignisse und Glaubensvorstellungen für ihre europäischen Adressaten in den europäisch-vorchristlichen Kontext einzuordnen versuchten oder tatsächlich eine völlig unbeeinflusste autochthone Parallelität existierte, lässt sich am ehesten anhand der datierbaren materiellen Artefakte der Religionen, wie Tempel, Masken, Idole, Figuren, Fresken, Textilien, Grabbeigaben etc. prüfen.
Der US-Historiker William Sullivan, der die inkaischen Mythen analysierte, kam zu dem Schluss, dass etwa 200 v. Chr. in vielen Mythen Viracocha als Schöpfergott am Titicacasee erschien und jedem Volk in einer Art kultureller Verfassung seinen eigenen Platz zuwies. Jeder Stamm hatte seinen eigenen Ursprungsort, seine Paqarina, also einen ihm heiligen Brunnen, eine Quelle, einen Bach, einen Baum, eine Höhle, ein Fels, einen Berg oder Hügel. Auch zahllose „Heilige Steine“ erfüllten die Funktion von Wak’a, mit übernatürlicher heiliger Macht ausgestatteter Orte. Während der Begriff der Huacas auf diese inspirative Kraftquelle verweist, kommt dem Begriff der Paqarina dabei die Funktion einer Besitzurkunde zu, die jedem Stamm seine Nutzungsrechte an seinem Gebiet zuwies und ihn in Beziehung zu seinen Nachbarn brachte. Jede Pacarina war einem Stern am Firmament zugeordnet, der ihn auch in eine feste Beziehung zu den ihn umgebenden Stämmen setzte. Die Paqarina erfüllte im Mythos das Sinnbild eines Tores oder einer Brücke zu den Sternen.

### Weltbild
Im Glauben der Inka ruht die Erde (Pachamama) auf dem Meer (Mamaqucha), das die Unterwelt repräsentiert. Darüber wölben sich die Erde und der Himmel. Die Berge sind demnach Bindeglieder zwischen Unterwelt, Erde und Himmel, sie sind die Brüste der Erdgöttin Pachamama. Das Wasser des Titicacasees, der als Mittelpunkt der Welt betrachtet wird, ist nach diesem Glauben Wasser des Meeres unter der Erde. Auch die Seen im Gebirge werden als Manifestation des unterirdischen Meeres aufgefasst. Wasserfälle, Bäche und Flüsse werden in diesem Glauben als Adern der Berge, als die Milch Pachamamas interpretiert.

### Kult der Wak’a
Die Einführung bzw. Verbreitung des Sonnenkults durch die Inka bedeutete nicht, dass die Anbetung der lokalen Gottheiten bzw. die Praxis des polytheistischen und animistischen Glaubens untersagt wurde. Vielmehr wurden lokale Religionen vielfach toleriert. Unter den tolerierten Religionen erscheint der Kult der Huacas bzw. Wak’as (heilige Orte). In Quechua kann der Terminus „wak’a“ alles bedeuten, was aus dem gewöhnlichen – auch durch seine Ausdehnung – herausragt, alles, was sich zum Kultobjekt eignet. Die Wak’as sind reale heilige oder göttliche Orte in der Geographie (wie ein Gebirge, eine vereiste Bergspitze, eine Höhle, ein Fluss oder selbst ein Baum), die mit einer einzelnen Gottheit verbunden sind. Genauer gesagt, ein Ort, an dem der Geist der Persönlichkeiten, wie in allen animistischen Religionen, zu spüren ist. Dahinter verbirgt sich die Vorstellung magischer Energiespeicher. Sie existierten in praktisch jeder Region im Inkareich. Die heiligen Orte zählten zu den wichtigsten der Bevölkerung des Inkareichs. Der religiöse Kult der Wak’as, der Verehrung heiliger Orte und Gegenstände war allgemein weit verbreitet. Allein im Gebiet von Cusco sollen nach einigen Berichten dreihundertfünfzig, nach anderen über fünfhundert Wak’as existiert haben. Zahlreiche Opfer wurden dort jahreszeitlich oder jährlich begangen, um die Götter gnädig zu stimmen. So wurden Steinopfer, den aufgeschichteten Steinen an tibetischen Kultstätten oder funktional den christlichen Votivtafeln in manchen Kapellen und Kirchen nicht unähnlich, an manchen Stellen zu hoch aufgeschichteten Steinhaufen (Apachetas). Opfer und Vermittler erlaubten auch den spirituellen Spezialisten der Stämme, mit den Geistern der Wak’as in Verbindung zu treten, um ihren Rat oder ihre Hilfe einzuholen. Zu den Vermittlern zwischen der spirituellen Unterwelt Uku Pacha und der Welt der Lebenden Kai Pacha gehören die anlässlich des Qoyllur Rit’i von pubertierenden Jugendlichen dargestellten Ukuku („Bären“).
Diese Vorstellung einer heiligen Geographie, die als „Ceque-System“ bezeichnet wird, drückte sich auch im rituellen und wirtschaftlichen Leben Cuscos aus. Ceque bezeichnete ursprünglich einmal ein System von Meilen- und Grenzsteinen, mit denen die Entfernungen entlang der Reichsstraßen angegeben wurden. Die Wak’as waren in Kategorien des Ceque eingeteilt, die durch vier imaginäre Linien, die von der Coricancha im Stadtzentrum durch die zwei Stadtteile der Hauptstadt verliefen, repräsentiert wurden. Drei Stadtviertel wurden durch jeweils neun Linien geschnitten, die ihrerseits wieder in Dreiergruppen unterteilt waren. Das vierte Stadtviertel wurde von vierzehn Linien berührt. Ausgangspunkt der Ceques war die Coricancha in Cusco. Diese Linien besaßen auch symbolische Bedeutung und bezogen sich auf jeden einzelnen Tag der verschiedenen Monate im Inka-Kalender. Jedem dieser 328 Kalendertage des Inkajahrs war eine eigene Wak’a geweiht, die in das Ceque-System einbezogen war. Die einzelnen Wak’as wurden von den Bewohnern des betreffenden Stadtteils oder auf dem Land von dem Ayllu, der Sippe oder einer Familie gepflegt. Gleichzeitig gliederten die Linien die Stadtviertel der Hauptstadt, deren Geographie symbolisch als Puma aufgefasst wurde. Die inkaischen Vorstellungen von geographischem und symbolischem Raum, von Zeit, Geschichte, Religion, Astronomie, gesellschaftlicher Bedeutung und Organisation wurden durch das Ceque-System und die damit verbundenen Wak’as auf vielschichtige Art und Weise verknüpft. Seine wichtigste Bedeutung dürfte in dem darin verschlüsselten Sterne-Mond-Kalender liegen, der den landwirtschaftlichen Zyklus regelte. Bereits im alten Ägypten wurde die Sonne nicht nur als Gott und der Pharao als von ihm Abstammender als göttlich verehrt, sondern auch dort müssen die Pyramiden in Verbindung mit dem Nil als eine nach astronomischen Gesichtspunkten geordnete „Heilige Landschaft“ angesehen werden.

### Priester und „erwählte Jungfrauen“
Die Priester lebten in den Tempeln und den anderen bedeutenden religiösen Heiligtümern. Sie erfüllten auch Funktionen als Wahrsager, Zauberer und Medizinmann. Der Titel des obersten Priesters von Cusco lautete Willaq Umu. Er war oft ein Bruder oder Vetter des Inka, der nicht heiraten durfte und ein keusches, asketisches Leben führen musste. Er musste vegetarisch leben, durfte nur Wasser trinken und fastete häufig bis zu acht Tagen hintereinander. Seine Autorität stand in Konkurrenz zu der des Sapa Inka. Zum Zeichen seiner Würde trug er eine Wilachuku genannte goldene Kopfbedeckung, die durch ein Bild der Sonne geschmückt war. Der Willaq Umu hatte die Macht über alle Tempel und religiösen Gebäude und konnte die Priester ernennen oder abberufen. Seine Amtszeit war lebenslang. Neben der Überwachung der Einhaltung des Sonnenkults krönte er den jeweils neuen Herrscher und leitete die Trauungszeremonie des Inka.
Der Willaq Umu wurde im Tawantinsuyu von zehn Hatun Willaq unterstützt, die ausschließlich aus dem Ayllu Tarpuntay stammen durften. Zusammen bildeten sie den Obersten Rat, in dem der Willaq Umu den Vorsitz hatte. Miloslav Stingl wies auf die Parallele zum jüdischen Brauch im alttestamentlichen Israel hin, bei dem die Priester fast ausschließlich dem Stamme Levi entstammten. Die Hatun Willaq leiteten das religiöse Leben jeweils in einer der zehn Regionen. Ihnen zur Seite standen die geistlichen Verwalter der einzelnen Regionen, die zugleich auch die Funktion des Vorstehers des örtlichen Sonnentempels hatten. Auf der untersten Stufe der klerikalen Hierarchie standen die zahlreichen Priester, die neben ihrer Aufgabe im Rahmen des Sonnenkults auch bei der Verehrung des jeweiligen Heiligen Ortes oder Kultgegenstandes durch Opfer und Beichte einnahmen und deshalb auch Wak’arimachiq genannt wurden. Darüber hinaus weissagten sie.
Die „erwählten Frauen“ nannten sich aklla (akllay = „auswählen, aussuchen“; Vestalin oder für die Spanier „Jungfrauen der Sonne“) und standen im Dienste des Sonnengottes (Intip akllan) oder des Inka (Inkap akllan). Nur die qualifiziertesten wurden bereits mit fünf Jahren ausgewählt und erhielten eine sehr spezielle Ausbildung. Sie lebten im Akllawasi (Haus der Ausgewählten) in der Calle Loreto in Cusco, erlernten unter der Aufsicht einer „Äbtissin“ Haushaltsführung, Kochen, die Zubereitung von Getränken, Gesang und Musik. Sie widmeten den größten Teil ihrer Zeit dem Weben von allerfeinsten Luxustextilien für den Sapa Inka und die Priester. Im zehnten und dreizehnten Lebensjahr mussten sie sich einer erneuten Auswahl stellen. Hatten sie den Panap Apun („Herr der Schwester“) dabei nicht überzeugt, kehrten sie zu ihrer Familie zurück. Die übrigen erlernten die Gebete und Kulthandlungen des Sonnenkults, lebten in strenger Keuschheit und wurden bei Geschlechtsreife vom Sapa Inka an Adelige, Krieger, Würdenträger und Ingenieure verschenkt, denen sie durch ihre hausfraulichen und handwerklichen Fähigkeiten, aber auch durch ihre weibliche Anmut zu dienen hatten. Nur diejenigen, die sich zu völliger Keuschheit verpflichteten und Intip Chinan genannt wurden, trugen ein weißes Ordensgewand und ein Pampacune genannten Schleier und assistierten bei religiösen Zeremonien. Ihre Jungfräulichkeit gehörte zu den höchsten Tabus der Inka, deren Verletzung den Tod des Verführers wie der Verführten samt den Verwandten, dem Heimatdorf und seinem Curaca, selbst aller Pflanzen und Tiere zur Folge hatte. Einzig der Inka selbst durfte diese Jungfrauen „minnen“. Man kann sich daher ausmalen, welch ungeheuren Tabubruch die Spanier begingen, als sie die Sonnenjungfrauen während der Conquista vergewaltigten, in der Annahme, sie seien eine Art Tempelhuren. Von manchen Autoren werden die Aclla als eine Art urwüchsiger südamerikanischer Harem und die Jungfrauen als eine Art Konkubinen des Inka betrachtet, die die Zahl der Nebenfrauen des Inka vervollständigte.
Die Prinzessinnen aus königlichem Geblüt wurden die Ñustas genannt. Unter ihnen wurde die Schwester des Sapa Inka zur Quya (Königin) berufen, der Hauptgemahlin des Inkaherrschers.

### Wahrsagung
Das Wahrsagen hatte einen ausschlaggebenden Platz in der Inka-Zivilisation. Vor jeder Aktion wurde sie angerufen und nichts Wichtiges konnte unternommen werden, ohne zuvor die Aussichten eingeholt zu haben. Wahrsagerei wurde sowohl genutzt, um Krankheiten zu diagnostizieren, den Ablauf einer Schlacht vorherzusagen, um zu exorzieren oder um ein Verbrechen zu bestrafen. Die Wahrsagung erlaubte ebenfalls festzulegen, welche Opfer welchen Göttern gebracht werden mussten. Die Inka glaubten, dass das Leben durch unsichtbare Kräfte kontrolliert wird. Um sie zu repräsentieren, griffen die Priester zur Wahrsagung.
Es existierten verschiedene Methoden der Wahrsagung: Man konnte beobachten, wie eine Spinne sich bewegt oder den Fall von Kokablättern (die von den Inka getrocknet als Genuss- und Anregungsmittel gekaut wurden, und später, vermittelt durch Forschungsreisende, zur Einführung des Kokains als Arzneimittel in Europa beitrugen) auf einem Teller analysieren. Andere deuteten die Zukunft aus Maiskörnern oder auch den Innereien geopferter Tiere, insbesondere geopferter Vögel. Niedere Priester, die mit den Toten zu reden verstanden, wurden als Ayartapuc bezeichnet. Ferner konnte man Ayahuasca trinken, das halluzinogene Effekte auf das zentrale Nervensystem besaß. Dieses Getränk erlaubte den Kontakt mit den übernatürlichen Mächten. Weissagungen wurden ebenfalls aus der Analyse von Lungen täglich in Cusco geopferter weißer Lamas gemacht. Die Kadaver der rituell geschlachteten Tiere wurden auf Scheiterhaufen künstlerisch gestalteter Holzscheite verbrannt.

### Sünde und Beichte
Krankheit wurde in den Anden traditionell als Folge von Verwünschungen oder Sünden angesehen. Jeder Inka-Priester hatte die Pflicht, dem Puriq („Reisender“, Oberhaupt eines Ayllus) die Beichte abzunehmen. Die Edlen und der Inka selbst beichteten Inti unmittelbar ohne Einschaltung eines Priesters. Die Sühne bestand in einem rituellen Bad im Wildwasser eines Bergbachs, der Sünde und Schuld fortspülen sollte. Begriffe wie Beichte und Sühne setzen so etwas wie „Sünde“ voraus, was eigentlich ein jüdisch-christlicher Begriff ist. Auch die rituelle Reinigung erinnert auffallend an einen jüdisch-christlichen Kontext. Sünder, die nicht der Kaste der Adeligen, jener aufgrund ihrer sozialen Stellung quasi sündenfreien, reinen Kaste angehörten und ihre schweren Vergehen nicht bekannt hatten, erlitten nach ihrem Tode große Qualen in einer Art Unterwelt, einer Höhle im Erdinneren.

### Opfergaben und Opfer
Es gibt zahlreiche Schilderungen von ofrendas, Opfern und Opfergaben, die den Göttern oder Wak’as gebracht wurden und zum Lebensrhythmus des Volkes gehörten. Die Inka opferten bestimmte Dinge, die sie in den Augen der Götter, insbesondere Pachamama, der Mutter Erde, als würdig ansahen. Diese Opfergaben konnten u. a. die Form von Chicha (quechua: aqha, Maisbier), Maisschoten, Spondylusmuscheln oder Koka-Blättern annehmen.

#### Tieropfer
Bei jeder wichtigen Gelegenheit wurde ein Opfer dargebracht. Das häufigste Tieropfer war ein Lama. Am Ende der Feier des Sonnenkults wurde von vielen Tieropfern berichtet.
In La Paz, dem Regierungssitz Boliviens, gibt es noch Märkte, auf denen zahllose mumifizierte Lamaembryos angeboten werden. Zu den Käufern gehören in erster Linie indigene Frauen, sehr selten Touristen, vor denen die Embryos meist verborgen gehalten werden. Im Bergland wird noch beim Bau eines Hauses ein gedörrtes Lamaembryo zum Schutz und Segen von Haus und Bewohnern eingemauert.

#### Menschenopfer
Während Perioden großer Schwierigkeiten – zum Beispiel Dürreperioden, Seuchen oder Erkrankung des Inkaherrschers – wurden Menschenopfer dargebracht. Gemessen an den Azteken war die Zahl der Menschenopfer im Tawantinsuyu allerdings gering.
Die Geopferten, gleich ob Männer, Frauen oder Kinder, befanden sich in gutem körperlichem Zustand und perfekter Konstitution. Die Menschenopfer wurden oft aus dem jeweils besiegten Volk genommen und als Teil des Tributs angesehen. Bevorzugt wurden Jungen und Mädchen im Alter von etwa zehn Jahren, die fröhlich und glücklich ihr Leben opfern sollten.
Einer Legende zufolge war Tanta Qarwa, ein kleines Mädchen von zehn Jahren, von ihrem Vater zum Opfer für den Inka ausgewählt worden. Das Kind, wahrscheinlich von vollkommener physischer Erscheinung, wurde daraufhin dem Herrscher in Cusco geschickt, wo zu Ehren seines Mutes Feiern und Paraden abgehalten wurden. Dann wurde sie lebendig in einem Grab in den andinen Bergen begraben.
Die Kinder, die als rein betrachtet wurden, trafen den Herrscher. In ihrem Namen wurden Feierlichkeiten abgehalten. Nach dem Glauben der Inka wurde das geopferte Kind im Augenblick nach dem Tode ein Gott. Vor dem Begräbnis bei lebendigem Leib erhielt das Kind Chicha zu trinken, ein alkoholhaltiges Maisbier, das verabreicht wurde, um seine Sinneswahrnehmung herabzusetzen. Die Priester setzten die Ehrenzeremonien solange fort, bis „der Geist die Erde verließ“. Ähnliche Riten („Capacochas“) wurden bei anderen präkolumbischen Gesellschaften, insbesondere den Azteken, berichtet.
Der Tag der andinen Wintersonnenwende (23. Juni auf der Südhalbkugel) wurde als religiöses Fest gefeiert, bei dem 10.000 Lamas geopfert, deren Blut aufgefangen und in allen Reichsteilen an steile Felswände gespritzt wurde, weil an diesem Tag die Sonne ein Tor zur Milchstraße, zu den Vorfahren eröffnete. Im Abstand von vier Jahren begingen die Inka ihr Qhapaqhucha-Fest (qhapaq = Priester, Astronom, König; hucha = schwere Energie, Bitte des Königs, heute: „Sünde“), zu der Prozessionen von Priestern, Würdenträgern und auserwählten 8- bis 12-jährige Kindern mit ihren Eltern aus allen Landesteilen nach Cusco zogen. Nach mehrtägigen Schlachtopfern von Lamas wurde ein Teil der Kinder in Cusco rituell erschlagen oder erwürgt. Für die Beisetzung der Kinder wurde ein spezieller Federschmuck angefertigt.
Die Menschenopfer wurden im Verlauf der Inkageschichte durch Opfer von Koka, Chicha, Federn, Meerschweinchen, durch besondere von den Sonnenjungfrauen gewebte Gewänder und durch weiße, makellose Lamas ersetzt. William Sullivan erklärt die Kinderopfer mythologisch-religiös dahingehend, dass die Inka-Herrscher das Verlassen des Weges der Sonne von ihrer Kreuzung mit der Milchstraße astronomisch so deuteten, dass die Inka nie wieder eine Chance zum Aufstieg zu den Sternen und damit zu den Vorfahren erhalten sollten. Mit den Kinderopfern und den Bemühungen zum schnellen und effizienten Erschließen aller Ressourcen der Anden wollten die Inka-Herrscher die Sonne und die Gestirne gnädig stimmen, d. h. die Zeit bzw. den Lauf der Sonne anhalten, sie anbinden und so dem Volk weiterhin den Zugang zu den Ahnen ermöglichen. Als Symbol schuf Pachacútec Yupanquí das Intiwatana (Quechua für „Ort, an dem die Sonne gebunden war“) einen rechteckig geschlagenen und senkrecht aus einem kompliziert nach astronomischen Gesichtspunkten gestalteten Felsen herausragenden Stein, der von einer halbkreisförmigen Mauer umgeben war und in jeder größeren Inkasiedlung, zum Beispiel in Písac, in Machu Picchu zu finden war. Viele dieser merkwürdig geformten Felsen wurden von den Spaniern zerstört, so dass ihre astronomische Bedeutung aus den Bruchstücken nicht mehr zu erschließen ist.

### Inkaischer Mythos von der Sintflut
Wiraqucha oder Qun Tiksi Wiraqucha galt in vorinkaischer Zeit als recht irdisch sich gebärdender, allmächtiger, seit ewiger Zeit existierender Schöpfergott, der alles aus dem Nichts schuf. Nach dem Licht und der öden und leeren Welt schuf er in Tiwanaku eine Generation riesiger, grobschlächtiger Menschen, die er nach Missachtung seiner Gebote in Steine verwandelte und durch eine andine, sechzig Tage währende Sintflut versinken ließ. Sein Symbol war ein großes Oval.
Der Forschung William Sullivans zufolge entstand nach inkaischer Auffassung bei Sonnenaufgang zur Wintersonnenwende (= 22. Juni) eine Brücke zwischen dem Horizont, der menschlichen Welt und Mayu („Fluss“, Milchstraße), der Welt der Götter. Dem Mythos zufolge kündigte ein Lama einem Schäfer eine Sintflut im Sternbild des Lama an, das unserem Sternbild des Orion entspricht, vor der er sich mit seiner Herde auf dem Berg Vilcacoto, in Sicherheit bringen solle. Der Vilcacoto entspricht seiner Funktion nach exakt der Arche Noahs im Bild der biblischen Sintflut, repräsentiert jedoch nach andiner Vorstellung die Wintersonnenwende, die genau vier Wochen später erfolgen soll. Im Mythos wird jedoch gleichzeitig die Rückkehr des Siebengestirns der Plejaden genau über dem Vilcacoto angekündigt. Das jährliche Verschwinden der Plejaden vom südlichen, nächtlichen Sternhimmel und ihr Wiederauftauchen nach mehr als vier Wochen am 8. Juni wurde wegen seiner erheblichen Schwankungen als Pachakuti (pacha = „Erde, Zeit“; kutiy = „zurückkehren“) aufgefasst, als Omen für einen bevorstehenden Weltuntergang, eine Sintflut. Auch die Ankunft der Spanier wurde als ein solches Pachacuti betrachtet. Diese Phase während der Abwesenheit der Plejaden wird als Zeit angesehen, in der die Sonne keine Kraft mehr hat, die Erntezeit, in der sich die Erde entleert und unfruchtbar wird.
Die Rückkehr der Plejaden feiert man als Ende dieser leidvollen Zeit mit einem großen Fest, der Unquymit’a (unquy = „Krankheit“) in den Anden. Am Schnittpunkt zwischen Qulla Suyu und Anti Suyu, dem südlichen und dem nordöstlichen Reichsteil, zwischen Ausangate und Colquepunku, zwei vergletscherten Riesenbergen, findet in den Tagen vor dem christlichen Fronleichnamsfest eine indigene Wallfahrt statt. Diese mysteriöse Wallfahrt in den Anden hat ihr Ziel im Heiligtum von Quyllur Rit’i („Sternenschnee“). Ein gewaltiger Sternenhimmel leuchtet über dem Hochtal. Eine dicht gesprenkelt leuchtende Milchstraße überspannt unmittelbar ein matt schimmerndes Eisfeld am Abschluss des Tales. Bis in die Gegenwart fühlen sich die Ayllu aus allen Teilen des ehemaligen Inkareichs hierher angezogen.
Entsprechend dem andinen Mythos fand die Sintflut genau zu dem Zeitpunkt statt, als die Plejaden, dem andinen Sternbild des Fuchses, exakt vier Wochen vor der Wintersonnenwende erstmals wieder am Firmament zu sehen waren. Der Legende zufolge fliehen alle Tiere vor der steigenden Flut, der Fuchs jedoch rutscht ab, so dass sein Schwanz nass wird, weshalb sein Schwanz bis heute schwarz dargestellt wird. Fasst man das untere Ende des Sternbilds der Plejaden als Schwanz auf, so ereignete sich die andine Sintflut exakt im Jahre 650 n. Chr. Zu diesem Zeitpunkt war die Milchstraße bei Sonnenaufgang am Tage der Wintersonnenwende nicht mehr zu sehen, was als Zuschlagen des Tores zu den Göttern aufgefasst wurde. Da die Milchstraße jedoch als zentral für die Verbindung zwischen Lebenden, Toten und den Göttern verstanden wurde, begriff die andine Mythologie dies als Zusammenbruch der göttlichen Kommunikation. Viracocha habe sich von den Menschen abgewandt und die göttliche Harmonie, die ihren Ausdruck im menschlichen Frieden fand, sei verloren gegangen.
Archäologische Forschung bestätigt heftige, ausgedehnte Kriege im Hochland der Anden, beginnend ab etwa dem Jahre 650, die sich über ca. 800 Jahre hinzogen. Felipe Huamán Poma de Ayala, der indigene Chronist, nennt diese Zeit awqa runa („feindliche Menschen“). Im Verlaufe dieser Kriege übernahmen die Kriegerkaste der Wari die Herrschaft. Sie führten eine scharfe Realbesteuerung und konzentrationslagerähnlichen Zwangsarbeit ein. Auflehnung wurde mit ritueller Hinrichtung bestraft. Während sich die Bauern des Altiplano als Abkömmlinge der Sterne betrachteten, sahen sich die Krieger als Nachkommen der Planeten an, die sich frei am Himmel bewegen können.
Als sich etwa um 1250 n. Chr. im Hochland eine einschneidende Klimaveränderung mit niedrigeren Temperaturen und geringeren Niederschlägen ereignete, eroberten die Inka große Teile des Altiplano, insbesondere den Norden, das Chinchasuyu. Die Inka deportierten nicht selten besiegte Völker von der unruhigen Peripherie ins sichere Zentrum und siedelten umgekehrt ergebene Staatsangehörige in die Unruheprovinzen. Dadurch besiegten sie die unterworfenen Völker nicht nur im militärischen Sinne, sondern zerstörten das Ceque-System mit den überlieferten Vorstellungen von Heimat, innerer sozialer Ordnung und Zusammenhalt in den unterworfenen Völkern. Der Sonnenkult sollte diese überlieferten Vorstellungen ersetzen. Die Agonie der indigenen Kultur, die weder die Synthese indigener und spanischer Kultur, noch ihre tradierte Fortsetzung ermöglichte, sondern das stille Beharren auf Traditionen, deren religiöser Sinn in Synkretismen längst untergegangen zu sein scheint, beruht auch auf dem Zusammenbruch der präinkaischen Kulturen durch die Zwangsmaßnahmen der Inka. Nach der Zerstörung des Inkareichs durch die Spanier versuchten zwangsverschleppte Indígenas überall, in ihre Heimat zurückzukehren.

### Astronomie und Astrologie

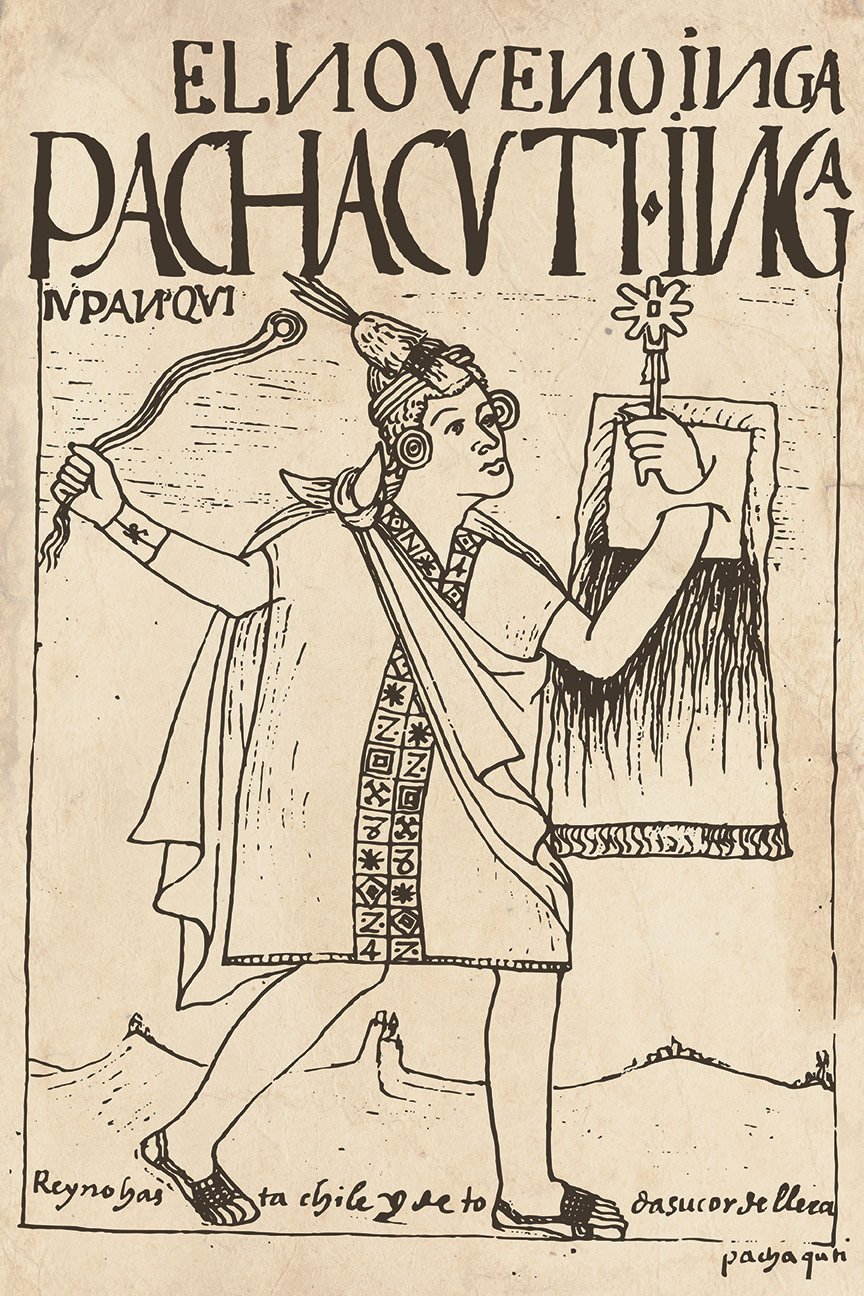
Pachacútec Yupanqui mit Schleuder war von 1438 bis 1471 der neunte Herrscher über das Inkareich (Manuskript von Guaman Poma).

Es gibt ein Dokument von Anfang des 17. Jahrhunderts von Juan Santacruz Salcamayhua, in dem aufgrund mündlicher Überlieferungen das Innere des Sonnentempels Coricancha mit zahlreichen Symbolen gezeichnet wurde, die als astronomische Beobachtungen gedeutet wird. Drei Kilometer außerhalb Cuscos, in Kenko  ragen zwei zylindrisch geformte, dicht nebeneinander stehende Steine etwa 20 Zentimeter empor, die als Visiersteine bei der Sternbeobachtung, insbesondere der Plejaden und Alpha Centauri dienten. Am bolivianischen Westufer des Titicacasees befindet sich der indigene Wallfahrtsort Copacabana. Oberhalb Copacabanas erstreckt sich ein als Wak’a verehrtes Felslabyrinth namens Horca del Inca, das an zwei parallelen aufragenden Felsen kurz vor einem Abgrund endet, die durch einen Granitbalken verbunden sind. Während die Felsen genau die Ost-West-Achse markieren, befindet sich der Granitbalken präzise in der Nord-Süd-Achse. Der bolivianische Archäologe Rivera Sundt entdeckte in einer benachbarten Felswand eine Öffnung, durch die exakt am Tag der andinen Wintersonnenwende die ersten Strahlen der Morgensonne einen Kreis auf dem im Dunkeln liegenden Granitbalken erleuchten, während zu den Zeiten der Äquinoktien die Spitze eines ca. 40 m entfernten Visiersteins einen dreieckigen Schatten auf den voll beleuchteten Granitbalken wirft. An den Intiwatana, den steinernen Sonnenanzeigern, beobachteten die inkaischen Astronomen vermutlich, wie an Observatorien laufend die Schatten, aus denen sie kalendarische Daten über Tagundnachtgleichen, Sonnenwenden und andere astronomische Ereignisse ablasen, die sie wahrscheinlich für religiöse und landwirtschaftliche Zwecke benötigten.
Die archäoastronomischen Forschungen von Hertha von Dechend scheinen zu belegen, dass die Inka im Stande waren, die Konjunktionen von Jupiter, Saturn, Venus, Mars und Erde zu berechnen. Sowohl Inka- als auch Azteken-Legenden erwähnen Kometen als eines von vielen verunsichernden Zeichen, die das Ende des Inka-Zeitalters anzukündigen schienen. Das berühmte Orakel von Pachacámac hatte zum Beispiel 1440 die Ankunft des weißen Mannes, den Untergang des Inkareichs nach fünf weiteren Inkaherrschern und die Zerstörung des bedeutenden Tempels von Pachacámac vorausgesagt. Andererseits wundert es, wenn ausgerechnet im Abstand von 13 Jahren völlig ungewöhnliche, komplexe Himmelsphänomene zu beobachten wären, die nicht autochthon aus ihrer Entwicklungsphase kolportiert wurden und deshalb die Vermutung aufkommen lassen, die astronomischen Omen dienten im Nachhinein als legitimierende, religiöse Verbrämung für das eigene politische und militärische Versagen.
Um die Rückkehr der Sternbilder zu berechnen, bedienten sich die Inka der Umlaufbahn des Saturn, des entferntesten der mit bloßem Auge sichtbaren Planeten. Saturn und Jupiter stehen alle 20 Jahre in einer Konjunktion. Jede Konjunktion weicht zur Vorhergehenden immer leicht ab. Erst nach 40 Konjunktionen, also erst nach 800 Jahren, befinden sich beide Gestirne wieder in exakt der gleichen Konstellation zueinander. Die Zahl 40 war bei den Inka eine heilige Zahl; so führten ihre Priester bei ihrer Berechnung 40 Tänze auf und teilten ihre Stämme in 40 Einheiten auf, 40 Straßen führten von der Stadt Cusco in alle Himmelsrichtungen. Den mythischen Urahnen der Inka, Manco Capac, verglichen die Inka mit Jupiter.
Das Sternbild der Leier wurde als Lamahengst mit Stute und Fohlen interpretiert. Die Hirten erflehten von ihm Schutz für ihre Herden. Im Sternbild Skorpion erblickten die Inka eine Raubkatze (Jaguar/Puma), dessen Erscheinen mit einem großen Fest begangen wurde. Im Sternbild der Plejaden sahen die Inka Mütter, die sie ebenfalls feierten.
Pachacútec Yupanquí, der neunte Sapa Inka, deutete aufgrund des Mythos die kommende Konjunktion des Jahres 1440, bei der exakt die gleiche Stellung wie im Jahre 650 erreicht und das aktuelle Sternzeichen des Lamas genauso untergehen würde, wie zuvor das Sternzeichen des Fuchses und der Lauf der Sonne die Milchstraße nicht mehr kreuzen würde, als Pachacuti, das den Zusammenbruch der Welt der Inka ankündigte. Nie wieder würden die Inka die Möglichkeit erhalten, durch dieses Portal zu ihren Ahnen, den Gestirnen zu gelangen. Um dies zu verhindern, berief Pachacútec Yupanquí eine Art Konzil, einen theologischen Kongress ein und führte einen Krieg gegen die Zeit: Neben dem Sonnenkult förderte er einen reformierten Viracocha-Kult, bei dem Viracocha als eine Art abstrakter, ferner, unsichtbarer, souveräner Gott erschien, der in der Unendlichkeit des Kosmos thronte und durch welchen den Menschen des Altiplano Segen, Gesundheit und Frieden zuteilwurde, setzte Quechua als allgemeine Reichssprache durch, schaffte den Kannibalismus ab, verlegte das Zentrum des Tawantisuyo nach Cusco, das in der Form eines Pumas, eines religiösen Machtsymbols des Mondes errichtet wurde, von wo 40 schnurgerade Wege in alle Himmelsrichtungen vorgetrieben wurden und schuf dort die Coricancha. Pachacútec trieb die Landwirtschaft systematisch voran, ließ durch Terrassierung große Flächen der Anden erschließen und überall im Land große Nahrungsmittelvorräte in Türmen ansammeln, die durch die kühlen Winde vor Fäulnis und Regen geschützt waren. Dies ergaben Aufzeichnungen der Inka-Mythen durch den Mönch Martín de Murúa, der zwischen 1550 und 1560 in das Inkareich kam. María Rostworowski erklärt den Sonnenkult als eine Religion der Elite Cuscos, die durch Pachacútec Yupanquí mit seinem Herrschaftsantritt einen neuen Auftrieb erfahren habe, der die Verdrängung seines Vaters und dessen für die Herrschaft ausersehenen Sohnes Urco zu einem Zeichen Intis erklärt habe. Cusi Yupanqui habe beim Krieg gegen die Chanca den Segen Intis erbeten, die ihm zum Zeichen seiner Macht die borla, das Stirnband der Inka, als „Sohn der Sonne“ übergeben habe. Damit habe auch Inti sich als höchster Gott im inkaischen Pantheon behauptet. Viracocha habe seine Vorrangstellung dadurch verloren, dass der Hohe Priester des Viracocha-Kultes und seine Anhänger während der Schlacht Kontakt zu den Chanca aufnahmen, um sich mit den Chanca zu arrangieren.
Einer Überlieferung zufolge soll ein Inka-Herrscher zwei Bergen, die durch Blitz und Hagelschlag bei der Niederschlagung eines Aufstandes hilfreich waren, 40 seiner Diener und eine Anzahl von Frauen als Opfer angeboten haben. Die Berggötter sollen das Menschenopfer jedoch abgelehnt und stattdessen ein Muschelopfer verlangt haben, das bei den Inka als „Speise der Götter“, als Grabbeigabe galt.

### Totenkult
Um den Inka auf die Reise in die jenseitige Welt zu begleiten, wurden zwei Frauen, ein Diener und ein Krieger am Tage seines Todes im Rausch geopfert. Als angeblich Freiwillige wurden sie bereits in jungem Alter ausgewählt. Die Inka-Herrscher wurden auf eine nicht näher bekannte Weise von kundigen Balsamierern mumifiziert, in edle Stoffe gehüllt und in der Coricancha in Cusco in sitzender Haltung aufgestellt, bei Feiern mitgeführt, wie ein Lebender von Dienern rituell mit Speise und Getränken versorgt. Ihre Herzen wurden in Ollantaytambo beigesetzt. Der Brauch der Mumifizierung und der separaten Beisetzung der Herzen erinnert an die kanopischen Krüge im Alten Ägypten.
Der spanische Chronist Pedro Cieza de León berichtete über die Chullpas (Quechua für „verbraucht“, „abgenutzt“, „nicht mehr im Gange“): „Das Sehenswerteste, das im Lande der Colla gibt, sind nach meiner Ansicht die Stätten, wo man die Toten bestattet. Überall in der Nähe der Ortschaften konnte man Grabstätten der Indios sehen, die wie Türme erbaut waren; einige aus Stein, andere aus Stein und Lehm; einige innen geräumig, andere eng … Wenn es ein großer Herr war, begleiteten die meisten Anwohner den Leichnam. Dann verbrannte man 10 oder 20 Lamas, je nach Rang des Toten und tötete Frauen, Kinder (!) und Diener, die man mitgab, damit sie ihm jederzeit zur Verfügung standen. Auch andere Personen wurden lebendig in das Grabhaus eingeschlossen.“ Bis in die Tausende ging die Zahl der Angehörigen und Diener, Beamten und Gefolgsleute, die beim Tod eines Sapa Inka rituell regelrecht abgeschlachtet oder bei lebendigem Leib begraben wurden, um ihrem Herrn ins Jenseits zu folgen. Sein Palast, von Dienern und Frauen verlassen, galt fortan als Totenschrein und Wak’a.
Einfachere Angehörige der Inka wurden in den Anden meist in Hockstellung in Felsnischen und -höhlen in kostbaren Tüchern gehüllt beigesetzt. An der wüstenhaften Pazifikküste wurden unterirdische Grabkammern errichtet. Dort trocknete die heiße Luft den Leichnam aus, so dass eine Einbalsamierung nicht erforderlich war. Im feucht-kalten Hochland waren die Voraussetzungen ungleich schwieriger. Deshalb wurden die Felshöhlen häufig vermauert und gleichzeitig für eine raffinierte Luftzirkulation gesorgt. Am feucht-heißen Osthang der Anden wurden bei den Chachapoyas deshalb spezielle Balsamierungen vollzogen und die Toten in kunstvolle Mumienbündel geschnürt. Der Verstorbene wurde mit den Gegenständen, die in seinem Leben die wichtigste Rolle gespielt haben, beigesetzt. Seine Angehörigen bewirteten ihn mit Speisen und Chicha. Zum Totenkult gehörte, dass die Angehörigen eine Nacht Totenwache hielten, die Frauen sich ihr Haar abschnitten, ihre Mäntel über den Kopf zogen und klagend und weinend Loblieder auf den Verstorbenen sangen.

## Medizin der Inka
Die Inka erlangten viele Erkenntnisse in der Medizin. Ihre Soldaten erlitten dank der Streitkolben und Äxte sicher brutale Verletzungen. Möglicherweise führten sie deshalb zahlreiche Operationen an Schädel und Gliedmaßen durch. Sie bedienten sich dabei eines Tumi, eines metallenen Zeremonialmessers. Totenschädel, bei denen die Wunden der Trepanationen offenbar verheilt waren, zeugen davon, dass sie medizinisch weit fortgeschritten waren und ihre Patienten die Eingriffe offenbar überlebten. Archäologen fanden Schädel, bei denen bis zu fünf Trepanationen verheilt waren.
Cocablätter wurden dazu verwendet, Hunger und Schmerzen zu lindern, was noch immer in den Anden weit verbreitet ist. Die Chaski (Läufer) kauten Cocablätter, um ihre Ausdauer zu verbessern und so ihre Effizienz als Boten zu steigern. Mit Cocablättertee bekämpften sie erfolgreich Erbrechen, Blutungen, Durchfall und die Höhenkrankheit Soroche.
Um Entzündungen zu vermeiden, wurden Wunden ausgebrannt und mit Kieferzangen von Ameisen verschlossen. Ein anderes Heilmittel bestand darin, noch warme, gekochte Rinde des Pfefferbaumes auf eine Wunde zu legen. Verstauchungen und Knochenbrüche wurden mit warmen Umschlägen von Waycha, Blättern und Blüten behandelt. Mit Matico, der Rinde eines weiteren Baumes, des Chachakuma-Baumes, wurden Nierenleiden kuriert. Als besonders medizinisch bedeutsame Rinde gewannen die Inka-Ärzte das fiebersenkende Chinin von den Chinarindenbäumen (kina-kina). Als weiteres fiebermilderndes Mittel stand Guayusa, eine Art aus dem Sapodillabaum gewonnenes Kaugummi zur Verfügung. Gegen Magenverstimmung half Wira Wira. Zur Behandlung der Amöbenruhr fand Ipecacuanha Verwendung. Neben Muschelkalk ließen die Inka auch jährlich tonnenweise den in den pazifischen Küstengewässern wachsenden, stark jodhaltigen Seetang (lat. macrocystis) ernten, der als Nahrungszusatz zur Vorbeugung gegen den Kropf Verwendung fand. Magengeschwüre kurierten die Inka mit einem Balsam aus dem Harz des Baumes myroxylon pereirate, das Perúbalsam (spanisch zazaparrilla) genannt wurde. Blätter der Quinoa ließen sich gegen Halsentzündung, Maniok gegen Rheuma, Apichu-Blätter vermischt mit Fett gegen Zecken, Oca-Saft gegen Nierenentzündung, matecclu-Gras gegen Augenentzündung, chilca-Gras gegen Gelenkschmerzen verwenden. Der Aufguss von datura fand als Schmerz- und Schlafmittel Verwendung. Sogar Meerschweinchen verwendeten die Inka für medizinische Zwecke. Überall in den Anden wurden auch Bäder in Thermalquellen, die als heilig angesehen wurden, zur Gesundheitsförderung genutzt, während die Spanier, wie viele Europäer im 16. Jahrhundert, regelmäßiges Baden für schädlich hielten.

## Steinauflösungspflanze der Inka (Folklore)

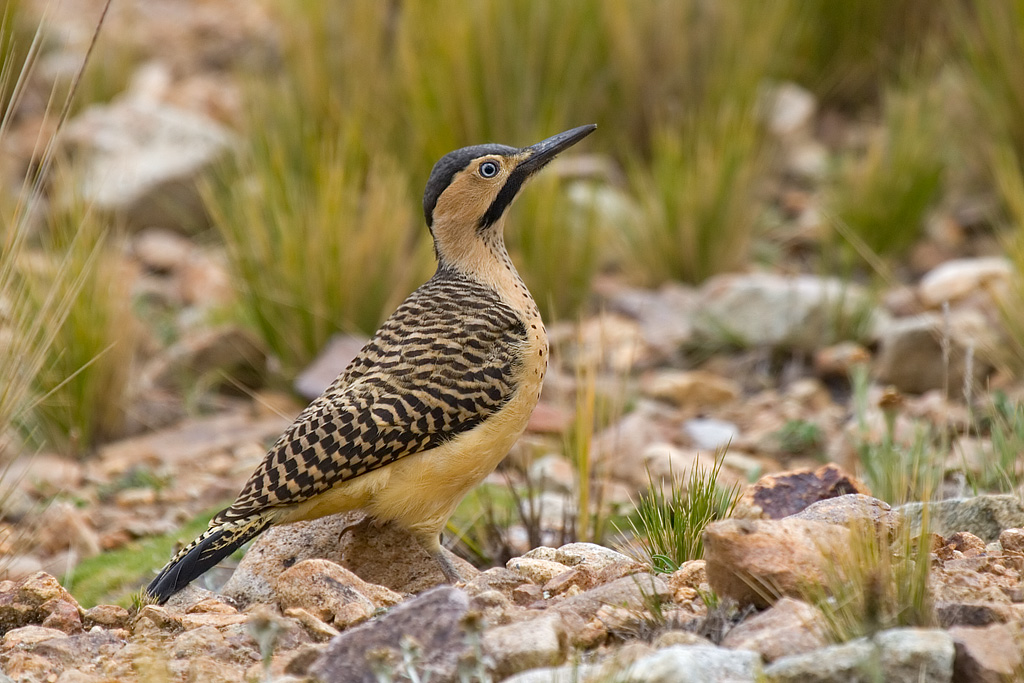
Südandenspecht

Nach regionaler Folklore waren die Inka-Maurer und eine lokale Vogelart, der Südandenspecht (um seine Nester im Felsen zu bauen), in der Lage, Felsen mithilfe des Safts eines lokalen Krauts zu erweichen, so dass sie geformt werden konnten. Dass die Inka-Maurer mit Pflanzenextrakten Steine verflüssigen konnten, ist in Cusco eine immer noch weit verbreitete Annahme. Ein Glaube, der die Inkatage überdauert hat, ist, dass die alten Tiwanakaner das Geheimnis kannten mithilfe von bestimmten Kräutern Steine zu erweichen. Der Architekturhistoriker Jean-Pierre Protzen beschreibt die Hypothese, dass die Steine mittels Pflanzenextrakten verflüssigt werden konnten, als einen Mythos, der weiterhin aufrechterhalten wird. Helmut Tributsch bezeichnet die Experimente von Jean-Pierre Protzen, die die Behauptungen über chemische Behandlungen der angepassten Steine in den Bereich der Folklore stellen würden, als „recht überzeugende Rekonstruktion“. Dennoch gebe es nach Tributsch einige offene Fragen. Auf zahlreichen Inka-Steinen sei ein glasiges Aussehen von Steinverbindungen und manchmal ganzer Steinoberflächen sichtbar, was auf eine spezielle Oberflächenbehandlung hinweise. Als Beispiel nennt Tributsch Steinverbindungen im Coricancha, in Písac, Ollantaytambo und anderen Stätten. Die Steinverbindungen der „Mauer der sechs Monolithen“ in Ollantaytambo würde stark reflektieren, und sie schienen vitrifiziert zu sein.

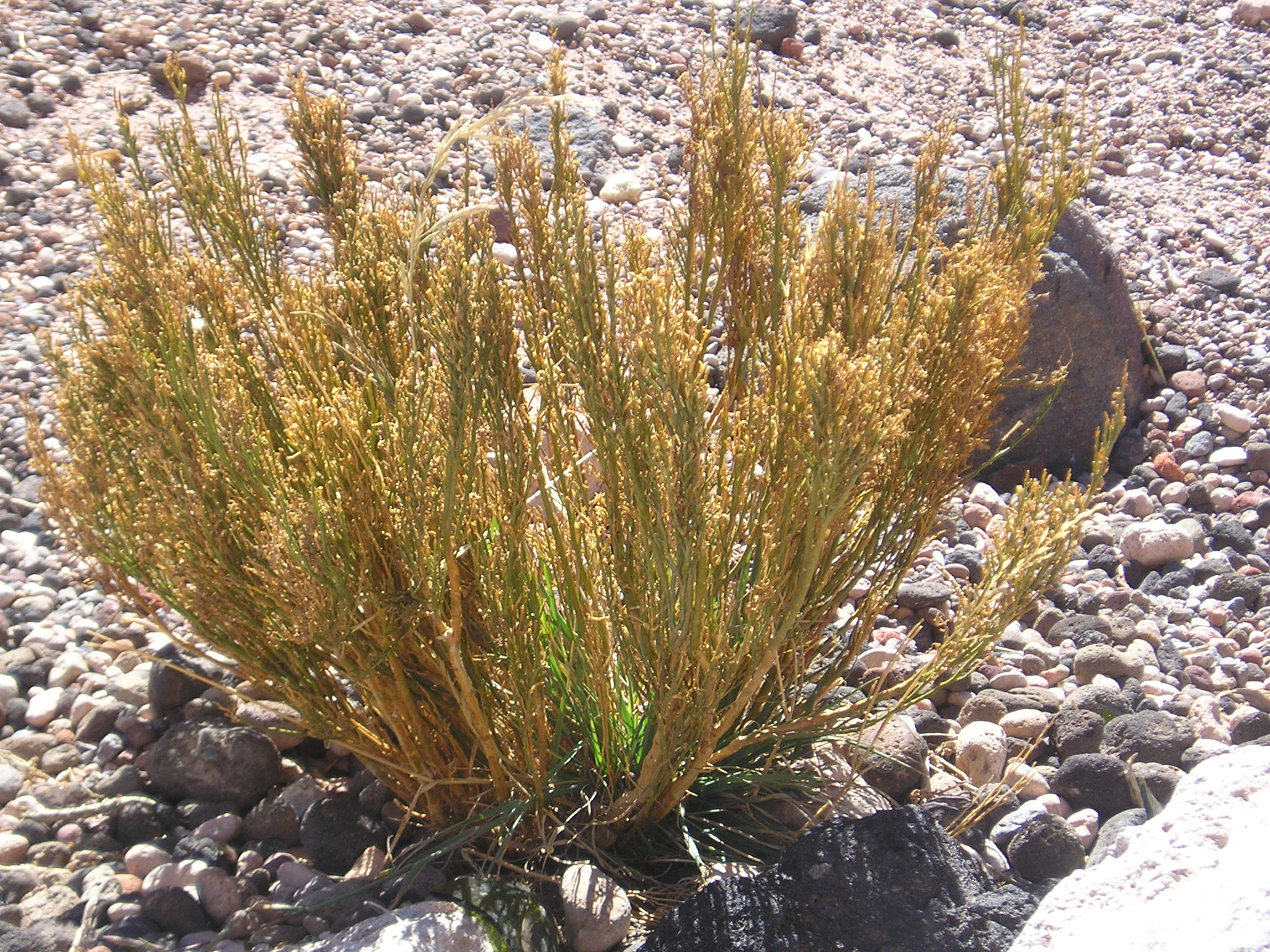
Ephedra andina

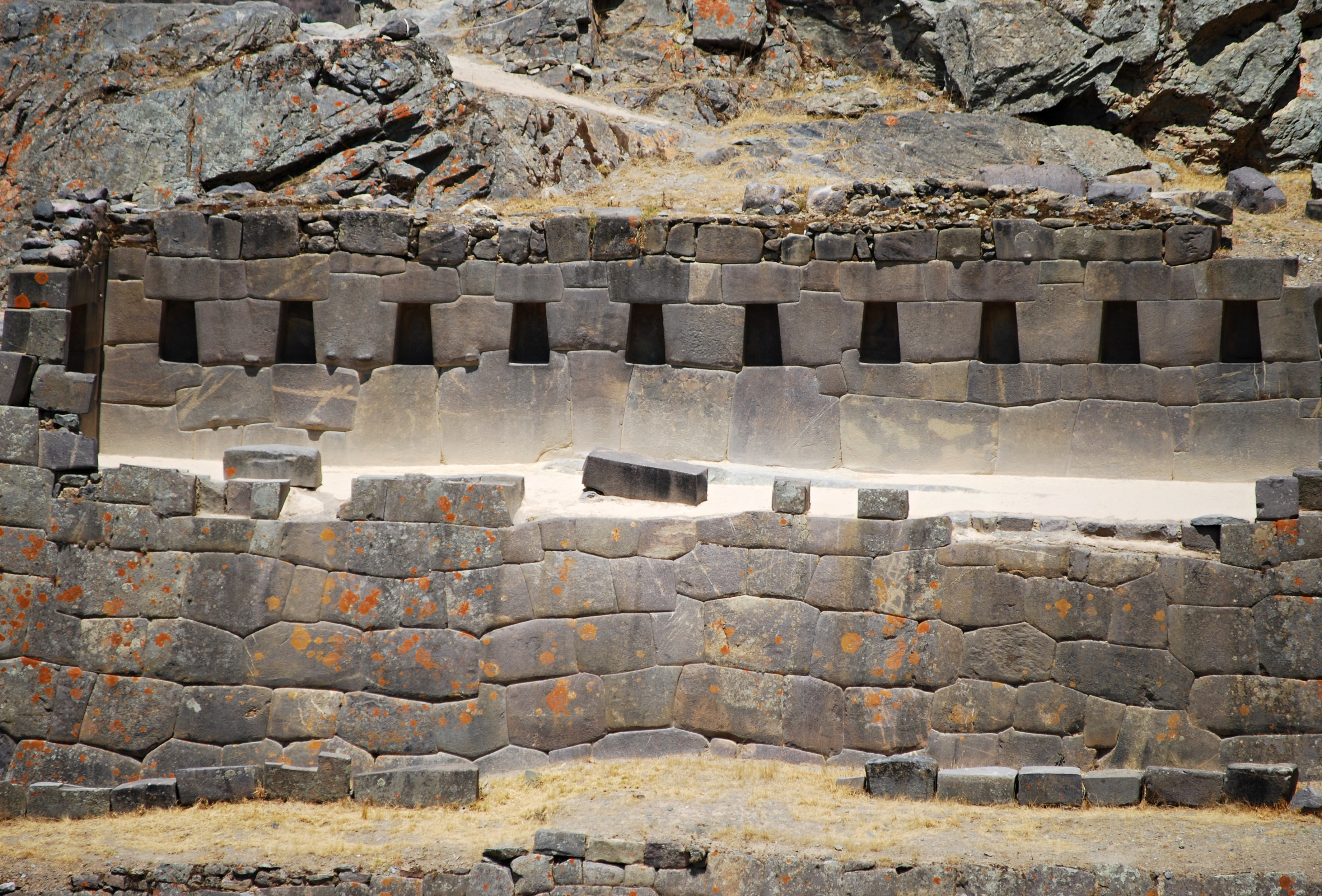
Ollantaytambo

### Percy Fawcett (1867–1925), Hiram Bingham III (1875–1956)
Bereits der Entdecker Percy Fawcett (1867–1925) und Hiram Bingham (1875–1956), der Wiederentdecker von Machu Picchu, erfuhren und berichteten von der Geschichte des Andenspechts und seiner „felsenerweichenden“ Pflanze, die in der Folklore gelegentlich identifiziert wird mit einem Strauch aus der Hochandenvegetation, Ephedra andina oder Ageratina cuzcoensis. Weder die Fähigkeit des Andenspechts, steinaufweichenden Pflanzensaft zu verwenden, noch die steinaufweichende Fähigkeit von Pflanzensaft selbst konnte bisher wissenschaftlich bestätigt werden. Nach Tributsch könne an dieser Legende jedoch stimmen, dass „Pflanzenmaterial gemischt mit anderen Komponenten Steine weicher macht“.

### Jorge Lira (1912–1984)
Der Priester Jorge Lira (1912–1984), der die Legenden der Ureinwohner dokumentierte, behauptete, das „bestgehütete Geheimnis der Inkas“ entdeckt zu haben, das seiner Ansicht nach eine „Substanz pflanzlichen Ursprungs war, die Steine verflüssigen kann“. Lira führte mit einem Kraut namens „Jotcha“ Experimente durch, wodurch es ihm nach eigener Aussage gelang Steine zu verflüssigen.

### Albert Schatz (1920–2005)
Der Mikrobiologe Albert Schatz erklärte über die Inka-Architektur, dass eine alte Legende behauptet, dass die Form durch Erweichen des Gesteins mit Pflanzenextrakten aus bestimmten Blättern hergestellt wurde. Er gibt an, dass die Inkas diese Technik von Vögeln gelernt hätten, die denselben Blattsaft verwendeten, um Gestein in Ton zu verwandeln, um dann im Felsen ihre Nester bauen zu können. Laut Schatz existiert ein übersehener Bericht eines spanischen Kapitäns aus dem Jahr 1609, in dem er angibt, dass die Inkas einen rotschlammartigen Zement verwendeten. Er glaubt, dass die Legende vom Erweichen der Steine „Glaubwürdigkeit“ besitzt und die rote Farbe ein Ergebnis von Polyhydroxypolycarboxylaten sein könnte, die rote Eisenkomplexe bilden.

### Helmut Tributsch
Nach Helmut Tributsch sehe man auf zahlreichen Inka-Steinen ein glasiges Aussehen von Steinverbindungen und manchmal ganzer Steinoberflächen, was auf eine spezielle Oberflächenbehandlung hindeute. Tributsch schlägt eine Silikat-Gel-Technologie für das Inkamauerwerk vor. Wenn diese Hypothese weiter bestätigt werden könne, würde dies das Niveau ihrer Arbeit auf einen erstaunlichen chemisch-technischen Ingenieursstandard heben. Dies wäre nach Tributsch angesichts der großen Erfahrung mit Metallen und Mineralien, die Prä-Inka- und Inka-Bergbauexperten erreicht hatten, gerechtfertigt, einschließlich der Verarbeitung von Platin mit einer Schmelztemperatur von 1768 °C zu zeremoniellem und Gebrauchsschmuck.

### Joseph Davidovits
Der Chemiker Joseph Davidovits veröffentlichte 1981 eine Arbeit, nach der Schamanen der Wanka (vermutlich Träger der Tiwanaku-Zivilisation) kleine Steinobjekte mithilfe von Pflanzenextrakten (Carbonsäuren) herstellten. Laut Dick Teresi würde die „Theorie des flüssigen Gesteins“ die Lage des etwa zehn Tonnen schweren Sonnentors von Tiwanaku auf einem isolierten Plateau erklären. Davidovits sei nach elektrochemischer Analyse von einigen Steinfragmenten zu dem Schluss gekommen, dass die Wanka-Bauherren Oxalsäure aus bestimmten Blättern verwendeten, um Steine zu verflüssigen und dann in Formen zu gießen. Laut Teresi sei diese Theorie jedoch „Spekulation“ und auch der Brookhaven-Chemiker Edward V. Sayre kommentierte: „Es ist faszinierend, aber definitiv umstritten“. Davidovits glaubt, dass seine 2019 in peer-reviewten Fachzeitschriften veröffentlichten Arbeiten lokale Legenden bestätigen würden, die sagen: „Die Steine wurden mit Pflanzenextrakten hergestellt, die in der Lage sind, Steine zu erweichen.“ Daher sei die Hypothese einer „verlorenen alten Superzivilisation“ oder die der „Intervention von Außerirdischen“ falsch.

## Ausstellungen
- 11. April bis 23. November 2014: Inka – Könige der Anden. Lokschuppen Rosenheim, völkerkundliche Sonderausstellung in Zusammenarbeit mit dem Linden-Museum, Stuttgart.[169]
- 6. Mai 2017 bis 8. April 2018: Inka – Gold. Macht. Gott. Eine Ausstellung über 3000 Jahre Inka-Hochkultur im Weltkulturerbe Völklinger Hütte.[170]
- 23. November 2018 bis 24. März 2019: Inca Dress Code – Textiles et parures des Andes. Musée Art & Histoire de Bruxelles.[134]

## Dokumentationen
- Das Reich der Inka – Spurensuche in den Anden. (Originaltitel: Empire inca - L'histoire révélée.) TV-Dokumentation in HD von Thibaud Marchand, F 2023 für Arte France, deutsche Synchronfassung in Arte, Erstsendung 17. Juni 2023 (auch verfügbar auf youtube.com).